# 魔導物語
『魔導物語』（まどうものがたり）は、コンパイルの3Dダンジョン型ロールプレイングゲームのシリーズ。落ち物パズルゲーム『ぷよぷよ』シリーズのルーツとして知られる。
本シリーズは1989年11月7日発売、12月10日発行扱いのMSX2用ディスクマガジン『ディスクステーション SPECIAL クリスマス号 (#SP5)』に収録された小作品のひとつ『魔導物語 EPISODE II CARBUNCLE』を初出とする。翌1990年6月15日に同作を発展させパッケージ製品化したMSX2版『魔導物語1-2-3』が発売され、これを根幹としてPC-9801版などのリメイク作品を含む様々なシリーズが展開された。
コンパイルが経営破綻した1998年以降、本シリーズの派生作品であった『ぷよぷよ』シリーズの知的財産権がセガに譲渡された際に、メイン主人公のアルルを始めとする本シリーズの多くのキャラクターの著作権がセガホールディングスの管理下となった。また2003年にコンパイルが解散した際に、『ぷよぷよ』関連を除く本作の著作権がアイキに継承され、さらに2005年にはD4エンタープライズに引き継がれた。また、2010年にはコンパイルハートがD4エンタープライズより家庭用ゲームソフトの営業権（開発・販売）を取得している（ライセンシー契約）。
セガが著作権を持つキャラクターを使用しない作品も作られており、2007年にはD4エンタープライズの運営するサイト「コンパイルステーション」にてキャラクターを一新したウェブコミック『魔導物語〜マノと不思議の帽子〜』が連載され、2013年にはコンパイルハートから同様にキャラクターを一新した新作『〜聖魔導物語〜』が発売された。

## 設定
ほとんどの作品で魔導師の女の子アルル・ナジャが主人公であるが、一部他のキャラクターが主役の作品も存在する。キャラクターは主にヨーロッパの伝承から多くの種類のモンスターを可愛らしくアレンジさせて登場させている。例外的に『PC-9801版 魔導物語1-2-3』のみ従来とは異なり、グラフィックがリアル調である。
本シリーズ『魔導物語』の派生作品である落ち物パズルゲーム『ぷよぷよ』は同社の代表作となったが、『魔導物語』より『ぷよぷよ』の方が知名度が高くなった結果、『ぷよぷよ』自体が魔導物語シリーズに影響を与えることもあった。『MSX2版 魔導物語1-2-3』をよりおどろおどろしくコミカルにリメイクしたのが『PC-9801版 魔導物語1-2-3』であるが、『ぷよぷよ』発売後は『MSX2版 魔導物語1-2-3』をより人間味あってファンタジックにした魔導物語が主流となる。
また、同タイトル作品などでの矛盾やキャラクターの言動の違いなどから、パラレルワールドといえる作品も存在する。『す〜ぱ〜ぷよぷよ通』の取扱説明書での主人公アルルの紹介欄には「ゲームによって、微妙に違う人生を送っている」とも書かれている。『MSX版の1-2-3』『PC98版のA・R・S』『はちゃめちゃ期末試験』『魔導師の塔』などの一部を除くPCでプレイできる魔導物語シリーズ、コンパイル製作の初回発売のぷよぷよシリーズ、コンパイル後期のディスクステーションの魔導物語の世界を舞台としたゲームでは比較的矛盾や設定の違いが少ない。アルルのバストサイズ・体重など新作と以前の作品とで設定に細かな変更点が存在する。
なお、魔導物語シリーズには正伝と外伝が存在するが、『コンパイルクラブ』と『DiscStation』では報じられたものの、それ以外には正伝と外伝の違いが語られることはなかったため、ユーザーには単に『魔導物語シリーズ』として受け入れられた。この正伝と外伝の区別は社内でも決まっているものではなく、DSやコンクラに書かれていた区別が新しい号で書き換わっていたりと曖昧で信憑性に欠ける。『魔導物語A・R・S』脚本担当のうゑみぞは魔導物語外伝と命名するつもりだったが、正伝にしたい社長の仁井谷正充と揉めて折衷案でA・R・Sとし、その後に変更して正解だったと語った。

### 『真・魔導物語』設定
後に、コンパイル内で今までの『魔導物語』シリーズの世界観と設定を再構築し、各作品間にある矛盾点を解消して同じ時間軸・同じ世界での統一設定を作ろうという動きが起こった。この新たな世界観では、『ぷよぷよ』の舞台となる世界は『魔導物語』の時代から約1000年後とされ、それぞれの作品のキャラクターは同じ名前と姿を持った別人（世界はある理由から一度滅んでおり、後にサタンの手で再生されたことになっている）とされた。また、それまで作品によってバラバラだったキャラクターの設定も細かく定められていた。このときのディレクターは『魔導物語 はちゃめちゃ期末試験』などを担当した織田健司であった。
当初はセガサターン版『魔導物語』のシナリオとして、この設定に準拠したシナリオを採用する予定で作られていたが、コンパイルの経営破綻などの影響で元々のシナリオは没になり、製品版では異なるシナリオが採用された。その後、開発中に没となったオリジナルシナリオは商業二次の小説『真・魔導物語』シリーズとして展開されることになり、この設定に沿ったキャラクターの設定資料などはファンブック『魔導物語 ファンブック イラストレーション&アザーズ』に収録された。以降、ゲーム本編では『ぷよぷよ外伝 ぷよウォーズ』など一部の作品を除いてこの設定はほとんど反映されず、小説やファンブックに収録された年表などで補完されるにとどまる。これらのことから、この設定は小説版のタイトルより『真・魔導物語』設定と呼ばれる。ディレクターである織田健司自ら「これは僕の頭の中だけで描いている魔導物語」と記述しており、『真・魔導物語』の設定は魔導物語の正式な統一設定にはならなかった。

## ゲーム作品一覧
| 1989 | 魔導物語 EPISODE II CARBUNCLE  |
| 1990 | MSX2版 魔導物語1-2-3           |
| 1991 | PC-9801版 魔導物語1-2-3        |
| 1992 |                                |
| 1993 | 魔導物語A・R・S                |
| 1993 | 魔導物語I 3つの魔導球          |
| 1994 | 魔導物語 道草異聞              |
| 1994 | 魔導物語II 〜アルル16才〜      |
| 1994 | 魔導物語III 究極女王様         |
| 1995 | 魔導物語A ドキドキばけ〜しょん |
| 1996 | 魔導物語 はちゃめちゃ期末試験  |
| 1996 | 魔導物語 はなまる大幼稚園児    |
| 1996 | 魔導物語I                      |
| 1996 | 魔導物語I 炎の卒園児           |
| 1997 | 魔導物語 魔導師の塔            |
| 1998 | セガサターン版 魔導物語        |
| 1999 |                                |
| 2000 |                                |
| 2001 |                                |
| 2002 |                                |
| 2003 |                                |
| 2004 |                                |
| 2005 | iアプリ版 魔導物語             |
| 2006 |                                |
| 2007 |                                |
| 2008 |                                |
| 2009 |                                |
| 2010 |                                |
| 2011 |                                |
| 2012 |                                |
| 2013 | 〜聖魔導物語〜                 |
| 2014 |                                |
| 2015 |                                |
| 2016 |                                |
| 2017 |                                |
| 2018 |                                |
| 2019 |                                |
| 2020 |                                |
| 2021 |                                |
| 2022 |                                |
| 2023 |                                |
| 2024 | 魔導物語 フィアと不思議な学校  |

シリーズを大別すると『魔導物語1-2-3』系統とそれ以外になる。ただし、同系統の作品でも機種によってストーリーが変化している。
『魔導物語1-2-3』
主人公の女の子（アルル・ナジャ）が、幼少期に卒園試験に挑む「エピソード1」と、16歳に成長して旅をしている最中に事件に巻き込まれる「エピソード2」および「エピソード3」で構成されたタイトル。
エピソード1は単体の作品として複数の家庭用ゲーム機に移植・リメイクされたが、エピソード2・3は単体ではゲームギアと携帯電話アプリにしか移植・リメイクされておらず、エピソード3はシナリオも大きく変更された。
- 1-2-3（3エピソード同時収録）
  - 『魔導物語1-2-3』（MSX2）：1990年6月15日発売 - 2003年・2008年・2015年・2023年にはWindows専用ソフトとして限定販売。
  - 『魔導物語1-2-3』（PC-98）：1991年11月23日発売 - 2015年・2023年にはWindows専用ソフトとして限定販売。

- エピソード1
  - 『魔導物語I 3つの魔導球』（ゲームギア）：1993年12月3日発売 - 2008年に携帯電話アプリに移植。2018年・2023年にはWindows専用ソフトとして限定販売。
  - 『魔導物語 はなまる大幼稚園児』（スーパーファミコン）： 1996年1月12日発売 - 2Dマップを採用。卒園試験を受けるまでの前日談がメインのため、他機種のエピソード1とは大幅に内容が異なる作品。2017年・2023年にはWindows専用ソフトとして限定販売。
  - 『魔導物語I』（メガドライブ）：1996年3月22日発売 - 2016年・2023年にはWindows専用ソフトとして限定販売。
  - 『魔導物語I 炎の卒園児』（PCエンジン）：1996年12月13日発売

- エピソード2
  - 『魔導物語 EPISODE II CARBUNCLE』（MSX2）：1989年11月7日発売（1989年12月10日発行扱い）『ディスクステーション SPECIAL クリスマス号 (#SP5)』に収録 - MSX2版『1-2-3』のエピソード2の元になった、プロトタイプ的な作品。2008年・2015年・2023年にはWindows専用ソフトとして限定販売。
  - 『魔導物語II 〜アルル16才〜』（ゲームギア）：1994年5月20日発売 - 2008年には携帯電話アプリに移植。2018年・2023年にはWindows専用ソフトとして限定販売。

- エピソード3
  - 『魔導物語III 究極女王様』（ゲームギア）：1994年12月30日発売 - MSX2/PC-98版『1-2-3』とは全く異なるストーリー。 2009年には携帯電話アプリに移植。2018年・2023年にはWindows専用ソフトとして限定販売。

その他の作品
- 『魔導物語A・R・S』（PC-98）：1993年12月10日発売 - アルル、ルルー、シェゾの3名を主人公にした3本のストーリー。2015年・2023年にはWindows専用ソフトとして限定販売。
  - 『魔導物語A ドキドキばけ〜しょん』（ゲームギア）：1995年11月24日発売 - PC-98版『A・R・S』のアルル編とは全く異なるストーリー。2018年・2023年にはWindows専用ソフトとして限定販売。

- 『魔導物語 道草異聞』（PC-98）：1994年7月15日発売（1994年8月15日発行扱い）『ディスクステーション Vol.3』に収録。2016年・2023年にはWindows専用ソフトとして限定販売。
- 『魔導物語 はちゃめちゃ期末試験』（Windows 95）：1996年9月6日（1996年10月15日発行扱い）発売『ディスクステーション Vol.12』に収録
- 『魔導物語 魔導師の塔』（Windows 95）：1997年9月6日発売（1997年10月15日発行扱い）『ディスクステーション Vol.16』に収録
- 『魔導物語』（セガサターン）：1998年7月23日発売 - 2Dマップを採用。サブタイトルはないが独自のストーリー。
- 『魔導物語』（iアプリ）：2005年12月14日配信開始 - サブタイトルはないが独自のストーリー。2006年6月に配信終了。
- 『〜聖魔導物語〜』（PlayStation Vita）：2013年3月28日発売 - コンパイルハート発売。キャラクターを一新した作品。
- 『魔導物語 フィアと不思議な学校』 (Switch・PS4・PS5）：2024年11月28日発売予定 - コンパイルハート発売予定。かつてのコンパイルのクリエイターたちが結集し、旧作からの復刻キャラも登場するシリーズ完全新作。『 - はなまる大幼稚園児』以来28年ぶりに任天堂のハードでも発売される。

日本未発売
- 『魔導傳記 엘리시온의 비밀』（Windows 95）：韓国にて1998年3月20日発売『디스크 스테이션 (Disc Station) Vol.5』に収録

そのほか、過去作品をまとめて復刻したコレクション作品、関連作品、小説、ウェブコミックなどが存在する。
以下、発売年月日順に解説する。

### 魔導物語 EPISODE II CARBUNCLE
『魔導物語 EPISODE II CARBUNCLE』（まどうものがたり エピソード ツー カーバンクル）は、1989年11月7日発売（12月10日発行）のMSX2版『ディスクステーション SPECIALクリスマス号 (#SP5)』に収録されたゲーム。ゲーム中のタイトル画面の表記は単に『魔導物語』のみであり、通称『MSX-DS魔導』、または単に『DS魔導』と呼ばれる。後の『魔導物語1-2-3』の「エピソード2」の原型となる作品である。本作ではまだオートマッピング機能は搭載されていない。
企画・ディレクターを務めた米光一成は『ゲームシナリオを書こう！』にて、マップやモンスターの数を競う広告に疑問を呈し、小さな世界を舞台としたRPGを作ろうと考えたことや、少女を主人公とすることなど複数の要因が合わさって同作の企画に至ったと述べた。ゲームのシステムやコンセプトが出来上がった後、物語のプロットがそれに沿う形で作られた。また、第一作目が『II』から始まるのは映画『スター・ウォーズ・シリーズ』のパロディである。
ストーリー
魔導師を目指す16歳の女の子は、古代魔導スクールへの旅に出てから3日後、不審な魔導師に捕まってしまう。女の子は見張りの魔物を色気で騙して脱出を試みる。その途中で彼女は、鳥型の魔物商人ミイル・ホォルツオ・ベンジャミンと「ライラ遺跡に眠っている宝石カーバンクルを探してくれたら、ウラノス・スタッフという杖と交換する」という商談を結ぶ。無事に魔導師の手を逃れて脱出に成功した女の子は、ミイルに言われた通りライラの遺跡の地下迷宮へと向かう。
作品の舞台は「混沌の神が支配している世界」で、主人公の女の子が目指す古代魔導スクールの入学試験は、乗り物などを使わず学校の申請室まで自分の魔導を使って行くことが条件となる。
この作品は2008年9月1日にWindows対応ソフト『魔導物語1-2-3 MSX2版 for Windows』にて『魔導物語1-2-3』と併せて「原作版」として限定復刻された。また、2015年3月31日には同様にWindows対応ソフト『魔導物語 きゅ〜きょく大全 1-2-3＆A・R・S』、2023年4月7日にはWindows対応ソフト『魔導物語 超きゅ〜きょく大全 ぷよぷよ入り』の収録ソフトのひとつとして、『魔導物語1-2-3』『魔導物語A・R・S』と併せて同様に限定復刻された。これらの詳細は「コレクション作品」の節を参照。

### MSX2版 魔導物語1-2-3
『魔導物語1-2-3』（まどうものがたり いっちょうめにばんちさんごう）は、1990年6月15日発売のMSX2用ソフトであり、先のMSX-DS版『魔導物語』の人気を受け、追加シナリオを加えて単体で製品化したもの。通称『MSX魔導』、または『MSX-DS版』と区別をするために『MSX1-2-3』と呼ばれる。タイトルの通り、「魔導物語1」「魔導物語2」「魔導物語3」の3つのエピソードから成る。タイトルの「1-2-3」は表計算ソフトの『Lotus 1-2-3』（ロータス ワン・ツー・スリー）を由来とするが、訴訟を懸念して読み方を変えている。
エピソード2は『MSX-DS版』の改良版にあたり、グラフィックやマップなども含め一部リニューアルされた。それぞれのエピソードは完全に独立しているが、「1話→2話」もしくは「2話→3話」へのデータコンバートを行うことによってやや強い状態で始めることができる。本作よりオートマッピング機能が搭載された。
エピソード1
女の子が6歳のとき、魔導幼稚園の卒園試験に挑むことになる。ところが、卒園試験を受けることのできる優秀な生徒は、今年は彼女一人だけ。幼稚園の敷地内にある塔。この塔で「魔導球」を3つ探し、脱出できれば合格である。凛と勇気を奮い立たせ、彼女は塔の中へと入っていく。
エピソード2
『MSX-DS版』とほぼ同内容。ただし、探し出す宝石の名称がルベルクラクに変わるなど、いくつかの変更がある。
エピソード3
「エピソード2」の出来事から3日後、カーバンクルを旅の仲間に加え再び魔導学校を目指す女の子だが、突然、道ですれ違った色っぽい女性が声を上げた。女性はカーバンクルを見るや、「サタン様と結婚したのね」と怒り心頭に発し、遂には牛頭の魔物（ミノタウロス）を呼び出した。たまらず逃げ出した女の子は、気が付くと生きて出たものは誰も居ないという、迷いの森に迷い込んでしまっていた。
エピソード1の終盤には、塔から脱出したと思いきや、それはイリュージョンで、まだ試験は続いていたというイベントがある。また、この作品の取扱説明書で、エピソード2冒頭に登場する銀髪の魔導師にシェゾ・ウィグイイという名前がつき、「神を汚す華やかなる者」という意味があると語られた。ゲーム中の表記は単にシェゾである。
アルルの幼稚園時代を描いたエピソード1は実際にはシリーズ初作ではないが、後に「『魔導物語』の1作目」扱いとして単体で何度もリメイクされることになる。
2003年12月3日発売のムック『MSXマガジン永久保存版2』（アスキー刊、ISBN 4-7561-4374-1）にこの作品がMSX2の公式エミュレータとともに収録されており、Windows XPでこの作品を遊ぶことができる。
2008年9月1日にはWindows対応ソフト『魔導物語1-2-3 MSX2版 for Windows』、2015年3月31日にはWindows対応ソフト『魔導物語 きゅ〜きょく大全 1-2-3＆A・R・S』、2023年4月7日にはWindows対応ソフト『魔導物語 超きゅ〜きょく大全 ぷよぷよ入り』の収録ソフトのひとつとして、それぞれ限定復刻された。これらの詳細は「コレクション作品」の節を参照。
2023年10月17日よりプロジェクトEGGにて配信開始。
2025年6月26日よりNintendo Switchにて『EGGコンソール 魔導物語1-2-3 MSX2』のタイトルで配信開始。

### PC-9801版 魔導物語1-2-3
『魔導物語1-2-3』（まどうものがたり いっちょうめにばんちさんごう）は、同名のMSX2版『1-2-3』をPC-9801に移植した作品。1991年11月23日発売。通称『98魔導』。シナリオの流れは概ねMSX2版と同様だが、グラフィックがリアル調であり、流血などに過激な表現が見られるなど、後のシリーズと比べて異色となる演出を特徴とする。それにより、エピソード1のイリュージョンは迫力が増し、エピソード2のシェゾの結末も変更された。
「○○が現れた」という定型文のメッセージに代わり、「ぷよぷよ上から落ちてきた」「ウィッチのおでまし」「ケリをみまった」「舌がムチのように伸びる」「心臓凍結」「かき消える」など、敵キャラごとに登場・攻撃・退場メッセージが異なるようになった。ほかにも、強力だが命中率の低い攻撃呪文「ジュゲム」、装備するとぺらぺら喋って持ち主の意思とは無関係に行動する杖「魔導杖」、アルルが現在向く方角を示す「渾天石（こんてんせき）」、魔導力回復アイテムの「酒」類が初登場した。それに伴い、福神漬けやカレーライスなどカレー関連アイテムの効果は体力回復のみに統一され、以降の作品もこれに倣っている。
この作品から主人公の女の子にアルル・ナジャという名前が設定された。また、エピソード2冒頭に登場する銀髪の魔導師の名前がシェゾ・ウィグィィ（後半のィが小文字）に変更された。ゲーム中の表記はシェゾのまま。
なお、MSX2版『魔導物語1-2-3』を元にしたパズルゲームであるMSX2版・ファミコンディスク版『ぷよぷよ』は本作の約1ヶ月前に発売されたが、その時点ではキャラクター要素が薄く、その翌年の1992年に『魔導物語1-2-3』のキャラクター達を多く登場させたアーケード版・メガドライブ版『ぷよぷよ』が発売され、同作の攻略本などで『魔導物語』が紹介された際には、当時最新の移植であったこのPC98版『魔導物語1-2-3』が紹介されることが多かった。
2015年3月31日にはWindows対応ソフト『魔導物語 きゅ〜きょく大全 1-2-3＆A・R・S』、2023年4月7日にはWindows対応ソフト『魔導物語 超きゅ〜きょく大全 ぷよぷよ入り』の収録ソフトのひとつとして、それぞれ限定復刻された。詳細は「コレクション作品」の節を参照。
2023年12月19日よりプロジェクトEGGにて配信開始。

### 魔導物語I 3つの魔導球
『魔導物語I 3つの魔導球』（まどうものがたりワン みっつのまどうきゅう）は、1993年12月3日発売のゲームギア用ソフト。『1-2-3』のエピソード1を単体で移植した作品。コンパイルが開発し、セガから発売された。通称『GG魔導I』または『GG-I』。パズルゲーム『ぷよぷよ』の人気を受けて作られた初の『魔導物語』といえるが、企画自体は『ぷよぷよ』がアーケードゲームとして稼動するより前からあった。まだこの時点では『ぷよぷよ』の影響は薄く、魔物としてのぷよぷよが全部で5色登場し、4匹集まると星になって消えることぐらいである。
攻撃魔法が移動中でも使え、これを使った謎解きが存在する。PC-98版の「渾天石」に代わって「方向石（ほうこうせき）」が登場し、入手すると東西南北の向きが漢字で示されるようになる。アイテムや魔法がアイコンで表示されるなど、以後の『魔導物語』シリーズでも用いられるシステムがこの作品から登場した。ゲームギア版のシリーズには「ジュゲム」の魔法は登場しないが、何が起こるか使うまで分からない「るいぱんこ」の魔法が登場する。
エピソード1のみで商品化したため、フロアの数は『1-2-3』のエピソード1の約1.5倍になった。しかし魔法の数は減少したので、不採用になった魔法と同等の効果を持つアイテムで代替された。また、ゲームギア版オリジナルキャラクターとしてライバルの男の子カミュが登場する。なお、本作に登場する商人のタウタウは他作品での猫の姿ではなくパララの姿をしているが、これはスタッフの取り違えによるミスであり、この件で社長の仁井谷が怒ったため、後の『ぷよぷよ通』で元に戻ったというエピソードがある。
2008年8月1日には、セガの携帯電話向けサイト「★ぷよぷよ! セガ」にて、本作GG版のiアプリ移植版が配信開始された。グラフィックがより精細になった他、新要素として戦った魔物を閲覧できる「魔物図鑑」が追加され、マップを常時表示したままで移動できたり、ダンジョン内を移動する際にマップがスクロールするなど演出が強化された。なおGG版と同表現に変更することも可能である。容量の都合でボイスはアルルのみとなり、「かべのもと」で画面外に行ける不具合の修正や、ミニゾンビは体が崩壊するのではなく小さくなるなど、移植の際にいくつかの表現が変更された。一方でタウタウとパララの取り違えなど原作のまま変更されていない部分もある。2009年2月2日からはS!アプリ版、同年7月2日からはEZアプリ（BREW）版の配信も開始。
2018年9月28日にはWindows対応ソフト『魔導物語 きゅ〜きょく大全 よ〜ん GG I-II-III＆A』、2023年4月7日にはWindows対応ソフト『魔導物語 超きゅ〜きょく大全 ぷよぷよ入り』の収録ソフトのひとつとして、ゲームギア版を元にしたものが限定復刻された。詳細は「コレクション作品」の節を参照。
2021年2月15日より、D4エンタープライズのiOS向け定額サービス『PicoPico』にて、他の姉妹作とともにゲームギア版が配信開始された。2021年7月27日よりAndroid版のサービス開始に伴い、そちらでも配信開始された。
2023年11月14日よりプロジェクトEGGにて配信開始。
ストーリー
ある日アルルは見知らぬ建物の中で、ニワトリの魔物に石にされてしまうという夢を見てしまう。翌朝は幼稚園の卒園試験。試験を受けられるのは一人だけと聞かされていたが、塔の中にもう一人園児がいた。カミュと名乗ったこの少年は、先に塔を脱出したものが試験に合格できるとアルルにライバル宣言をしていった。アルルは突然のライバル登場にやる気を出す。

### 魔導物語A・R・S
『魔導物語A・R・S』（まどうものがたり アース、まどうものがたり エーアールエス）は、1993年12月10日に発売されたPC-9801用ソフト。オートマッピングのついた3Dダンジョン形式となる。『1-2-3』同様エピソード構成で、『A・R・S』は、各エピソードの主人公であるアルル（Arle）、ルルー（Rulue）、シェゾ（Schezo）の頭文字を意味する。3人の『1-2-3』以前の物語である。3エピソードとも脱出が目的になっている。
『1-2-3』の脚本を担当した米光は本作開発前に既にコンパイルを退社しており、本作の脚本は新たにうゑみぞが担当した。製作者はタイトルの『A・R・S』を「アース」と読むとしていたが、晩期のコンパイルのSS魔導物語プロモーションムービーでは「エー・アール・エス」と呼ばれた。当初は3人のシナリオ内容がリンクし、魔導の謎のいくつかを明らかにする予定だったが、様々な制限により独立シナリオになったという経緯がある。『魔導師ラルバ』、『サムライキング メガスオンZ』、『精霊戦士スプリガン』などコンパイルの他作品からのキャラクターもいくつか登場する。
PC-9801版『1-2-3』のリアルな敵キャラクターが『魔導物語』のイメージに合わないという手紙が多数届いたため、本作よりデフォルメされたキャラクターに戻された。
アルル編
来春から魔導幼稚園に通うことになる、4歳のアルルは、森の向こうに住んでいる祖母のもとへ、初めて一人で行くことになった。ところが、森の中から現れた不思議な生き物(カーバンクル)を追いかけているうちに、森の奥へと迷い込んでしまう。さらに、アルルは祖母に渡すはずだった薬を紛失してしまう。そして意地悪なモンスターを倒しながら森を脱出する。
ルルー編
16歳のルルーは、バンパイアの有力者・伯爵の屋敷に誘拐され、彼の館に監禁される。伯爵の戦いを挑むも、強大な彼には歯が立たなかった。このとき、彼女のそばにはカーバンクルがいたことから、サタンの介入を招いた。だが、ルルーはサタンに助けられたと受け止め、以後、彼を慕うきっかけとなった。
シェゾ編
14歳の学生であったシェゾは、修学旅行でラーナの遺跡見学をしていると、鏡から自分の名前を呼ぶ声が聞こえてきた。その鏡に触れると、シェゾは鏡に吸い込まれてしまい地下迷宮へと落ちてしまった。彼を呼び出したのは、闇の魔導士ルーンロードであり、彼を後継者として見初めていた。シェゾはめんどくささからルーンロードを倒してしまったものの、これがきっかけで彼の中に暗黒の力が目覚める。
『1-2-3』でルルーはミノタウロスを呪文で召喚する描写をされたが、本作では魔法が一切使えないが、似た効果を持つ格闘術の使い手かつ良家のお嬢様という設定になり、これは以降の作品にも引き継がれた。またアルルとシェゾも、両者では使用する魔法が若干異なる。実際には魔法・技の名称が異なるだけで、その効果は特定の独自技を除き3人ともほぼ共通である。生命力や魔力などの確認は、数値やライフゲージで表すことがなく、キャラの表情や音楽の変化などからステータスを読み取ることが最大の特色とされている。
本作では、以前のように「○○が現れた」「倒れた」というメッセージに戻った。またメッセージに誤字も多い。
2015年3月31日にはWindows対応ソフト『魔導物語 きゅ〜きょく大全 1-2-3＆A・R・S』、2023年4月7日にはWindows対応ソフト『魔導物語 超きゅ〜きょく大全 ぷよぷよ入り』の収録ソフトのひとつとして、それぞれ限定復刻された。詳細は「コレクション作品」の節を参照。
2023年11月21日よりプロジェクトEGGにて配信開始。

### 魔導物語II 〜アルル16才〜
『魔導物語II 〜アルル16才〜』（まどうものがたりツー アルルじゅうろくさい）は、1994年5月20日発売のゲームギア用ソフトで、『1-2-3』のエピソード2をゲームギアでリメイクした作品にあたる。コンパイルが開発し、セガから発売された。
ストーリーは概ね原作に沿っているが、オープニングではアルル・ナジャが突然現れた猫型の魔物リュンクスに財布をすられ、それを追っていくと魔導師シェゾ・ウィグィィに出会い、呪文で眠らされたうえで捕まるというものに変更された。アルルが気が付くと牢屋に閉じ込められていた。見張りの番人を倒して牢屋を脱出し、ダンジョン探索を開始するところから物語は始まる。そのほか、『ぷよぷよ』の影響を受けた大きな変更点としては、原作では序盤のやられ役だったシェゾが終盤まで何度もアルルを追いまわすことや、足跡を残していただけだったルルーが（姿は現さないが）アルルに先行してダンジョンを探索しており、アルルの妨害をしてくることなどが挙げられる。一方、魔力を吸い取られミイラ化した死体、最終フロアのハーレム、后となる女性の魂だけあれば良いとするサタンなど、おどろおどろしい一面も残っている。
3Dの迷宮型マップで戦闘では魔法を使ったり、敵の攻撃を受けるとキャラクターは喋る。体力や魔導力の状態は数字で表示されず、曖昧な言葉で表されているため、音楽や表情、セリフなどから読み取るファジーパラメータを採用している。「カエルの為に鐘は鳴る」のようなポジションを占める。
2008年10月30日には、『魔導物語I』の移植に引き続き、セガより本作GG版のiアプリ移植版が配信開始された。iアプリ版『魔導物語I』と同様の新要素が追加されており、一部の不具合の修正や表現修正、ゲームバランスの一部調整、容量の都合による敵ボイスの省略や一部BGMの差し替え（ライラの遺跡B100Fなど）がある。2009年6月17日からはS!アプリ版、同年8月27日からはEZアプリ（BREW）版の配信も開始。
2018年9月28日にはWindows対応ソフト『魔導物語 きゅ〜きょく大全 よ〜ん GG I-II-III＆A』、2023年4月7日にはWindows対応ソフト『魔導物語 超きゅ〜きょく大全 ぷよぷよ入り』の収録ソフトのひとつとして、ゲームギア版を元にしたものが限定復刻された。詳細は「コレクション作品」の節を参照。
2021年2月15日より、D4エンタープライズのiOS向け定額サービス『PicoPico』にて、他の姉妹作とともにゲームギア版が配信開始された。2021年7月27日よりAndroid版のサービス開始に伴い、そちらでも配信開始された。
2023年12月12日よりプロジェクトEGGにて配信開始。

### 魔導物語 道草異聞
『魔導物語 道草異聞』（まどうものがたり みちくさいぶん）は、1994年7月15日発売（8月15日発行）のBOOKタイプ『ディスクステーション Vol.3』に収録された、PC-9801用のゲームソフト。ゲームシステムなどは『A・R・S』のものが流用された。なお、『Vol.3』に収録されたものにはサンプリングドライバに一部不具合があり、グラフィックの乱れやフリーズするため、正常にプレイするためには1994年10月7日発売（11月15日発行）『Vol.4』付属の「バグの館（修正パッチ）」によるバグフィックスが必要である。
ストーリー
今日は天気も良くてとっても気持ちいい。こんな日は……ダンジョン探索に絶好の日である。そういった訳で、アルルとカーバンクルはダンジョンへと入っていった。
『ぷよぷよ』の前日談の話であり、なぜぷよが4つくっつくと消滅するのか語られる。これ以前の『魔導物語』『ぷよぷよ』シリーズにはゲーム内でこの説明が一切なく、一部機種の『ぷよぷよ』の取扱説明書などに書かれたプロローグで「時の女神」と「禁呪オワニモ」について触れられるのみであった。本作はその設定を元にゲーム化され、エンディングで語られる内容も『ぷよぷよ』の説明書のプロローグと概ね一致する。
このため『魔導物語』シリーズと『ぷよぷよ』のストーリーをつなぐ作品といえるが、矛盾する点もある。なお『真・魔導物語』設定では『ぷよぷよ』時代のアルルの物語と位置づけられているが、正式な設定ではない。
2016年5月20日にはWindows用ソフト『魔導物語 きゅ〜きょく大全 通 -MD＆DS-』、2023年4月7日にはWindows対応ソフト『魔導物語 超きゅ〜きょく大全 ぷよぷよ入り』の収録ソフトのひとつとして、メガドライブ版『魔導物語I』等とともに限定復刻された。なお、『きゅ〜きょく大全 通 -MD＆DS』収録のものは発売当初は原作の初期版と同様の不具合があり、後に修正データが配信されたが、『超きゅ〜きょく大全』のものは最初から修正版が収録されている。詳細は「コレクション作品」の節を参照。
2024年2月27日よりプロジェクトEGGにて配信開始。

### 魔導物語III 究極女王様
『魔導物語III 究極女王様』（まどうものがたりスリー きゅうきょくじょおうさま）は、1994年12月30日に発売されたゲームギア用ソフト。コンパイルが開発し、セガから発売された。『魔導物語II 〜アルル16才〜』の続編であるが、ゲームギア版の過去2作が概ね原作を再現していたのに対し、本作では『1-2-3』のエピソード3とはオープニングとエンディングのラストが共通するのみで、内容は全く異なるオリジナルのストーリーに変更された。理由は前作のプランナーやデザイナーがメガドライブ版『魔導物語I』の開発に携わることになったためである。開発担当者が変更されたことで、おどろおどろとした一面は全くなくなり、ドタバタ劇のようになった。この作品では隠しイベントとして、ぷよぷよを模した饅頭「ぷよまん」がゲームに初登場してその販売を告知するものがあり、以降の『魔導物語』『ぷよぷよ』シリーズでもぷよまんがゲーム中に登場するようになった。
2009年2月13日には、セガより本作GG版『魔導物語III』のiアプリ移植版が配信開始された。前2作と同様に新要素が追加された代わりにアルル以外のボイスが省略されているほか、敵とのエンカウント方式が従来のランダムに変更され、それに伴い敵の位置を感知するアイテム「ひかるツクシ」が廃止された。また、敵キャラクターの「ちょっぷん」の一部過激な表現や、「ぷよまん」関連のメッセージが現在は販売していないことを示すものになるなど、一部の台詞が修正された。2009年10月1日からはS!アプリ版、同年10月15日からはEZアプリ（BREW）版の配信も開始。
2018年9月28日にはWindows対応ソフト『魔導物語 きゅ〜きょく大全 よ〜ん GG I-II-III＆A』、2023年4月7日にはWindows対応ソフト『魔導物語 超きゅ〜きょく大全 ぷよぷよ入り』の収録ソフトのひとつとして、ゲームギア版を元にしたものが限定復刻された。詳細は「コレクション作品」の節を参照。
2021年2月15日より、D4エンタープライズのiOS向け定額サービス『PicoPico』にて、他の姉妹作とともにゲームギア版が配信開始された。2021年7月27日よりAndroid版のサービス開始に伴い、そちらでも配信開始された。
2024年1月23日よりプロジェクトEGGにて配信開始。
ストーリー
カーバンクルを旅の仲間に加えたアルルだが、ルルーと名乗る女性が行く手を阻み、牛頭の魔物ミノタウロスをアルルに嗾けてきた（ここまでは原作『魔導物語3』とほぼ同内容）。アルルは慌てて逃げる際に、ルル―が仕掛けた落とし穴に落ちる。
穴の先にはカエルがいた。カエル達の話によると、ここはミノタウロスの迷宮で、自分達は小さいので魔物達に襲われることがないので、ここに住んでいるのだという。この迷宮から脱出するには、迷宮の先にあるダークゾーンを抜けなければならないが、そのためには待ち構えているであろうミノタウロスと戦わなければならない。カエル王ゲーロンに謁見したアルルは、自分がカーバンクルを連れていたので究極女王様だと認められ、スーパー魔導スーツを渡される。さらに、古代宝物殿でルベルクラクをエネルギー源とする強力な古代兵器「わんだふりゃ魔導砲」を手にしたアルルは、迷宮を脱出してルルーの屋敷へ仕返しに向かう。

### 魔導物語A ドキドキばけ〜しょん
『魔導物語A ドキドキばけ〜しょん』は、1995年11月24日に発売されたゲームギア用ソフト。開発・販売ともにコンパイル。スタッフは『魔導物語III 究極女王様』と同じで、ストーリーの雰囲気も共通する。PC-98版『A・R・S』のアルル編をベースにしているとされるが、原作とは全く異なるストーリーであることも『III』と同様で、本作では4歳のアルルが既に魔導幼稚園に通っている点や、妖精たちと既に友達であること、サタンらしき人物が登場するなど、設定自体も大きく異なる。コンパイル社内での略称は『ドキばけ』であった。本作はゲームギア版最後の『魔導物語』シリーズである。
2018年9月28日にはWindows対応ソフト『魔導物語 きゅ〜きょく大全 よ〜ん GG I-II-III＆A』、2023年4月7日にはWindows対応ソフト『魔導物語 超きゅ〜きょく大全 ぷよぷよ入り』の収録ソフトのひとつとして、ゲームギア版を元にしたものが限定復刻された。詳細は「コレクション作品」の節を参照。
2021年3月22日より、D4エンタープライズのiOS向け定額サービス『PicoPico』にて、他の姉妹作とともにゲームギア版が配信開始された。2021年7月27日よりAndroid版のサービス開始に伴い、そちらでも配信開始された。
2024年2月20日よりプロジェクトEGGにて配信開始。
ストーリー
魔導幼稚園の夏休みを迎えた4歳のアルルは、自分だってもう「おねーさん」なのだからと母にお願いして、森の向こうに住んでいる祖母のもとへ一人で行くことを許してもらう。森に住む妖精とは顔見知りだったことから、アルルは道に迷う心配はしていなかったものの、建設会社がレジャーランドを造るために森を切り開こうとする現場に遭遇する。アルルは森を守るため、建設会社と戦うことを決意した。

### 魔導物語 はなまる大幼稚園児
『魔導物語 はなまる大幼稚園児』（まどうものがたり はなまるだいようちえんじ）は、1996年1月12日に発売されたスーパーファミコン用ソフト。「魔導物語」シリーズでは唯一、任天堂のハードで発売された作品である。コンパイルが開発し、徳間書店インターメディアから発売された。通称『はなまる』または『魔導はなまる』。
ファジーパラメータなどのシステムは受け継がれたものの、3Dダンジョンではなく2Dフィールド型になった。キャッチコピーは「ぷよぷよRPG」。本来本編であるはずの「魔導物語」シリーズがスピンオフであるはずの「ぷよぷよ」に宣伝された逆転現象と言える。そのためかこのゲームでは戦闘前に『ぷよぷよ』でおなじみの漫才デモが流れる。また、サンプリングボイスの一部も『す〜ぱ〜ぷよぷよ』や『す〜ぱ〜ぷよぷよ通』などから流用された。
ゲーム雑誌「ファミリーコンピュータMagazine」では、はなまるカードが配布され、本ゲームの初回生産分にのみ付属していたNo.22を含めた、全22種を集めるとテレホンカードが貰えるというキャンペーンを行うなど、プロモーションに力を入れた。
エピソード1の前日談に相当する本作は、幼稚園児のアルルが卒園するために認定証を探すことが話の中心に据えられている。その後はエピソード1同様ラストダンジョンである塔の中で3つの魔導球を探すが、他機種よりも塔内での冒険は大幅に簡略化された。終盤のイリュージョンイベントはない。また、本作のアルルの年齢を5歳と報じた雑誌があったが、別の雑誌では6歳と報じられた。ディスクステーション8号においてもP60では「6歳のアルル」、P62では「5歳のアルル」と食い違う表記がされた。 
また、コンパイルと徳間書店インターメディアの間の連携が取れていないと思われる誤字・誤植が多数散見している。例えば、サタンの年齢も本来なら10万14または15歳であると思われるが、ゲーム中ではサタンに関するクイズに正解するための情報として「私も今年で100000と… …14さいになった（10万14歳）」というメッセージがあるが、そのクイズでは100000014（1億14歳）が正解になっていたり（10万14歳の選択肢がない）、販促活動の一環として徳間書店インターメディアが制作したカードでは、アルルの血液型をAB型とする点などが挙げられるほか、問題は版権の管理にもおよび、本作品のオリジナルキャラクターであるデビル君や園長先生などは、以降コンパイル側単独では使用できなくなった。
当時のディスクステーションやコンパイルクラブにはオープニングデモの一部が載せられていたが、何らかの理由で没になったようで、製品版には採用されていない。また、当時紹介されていた全体マップも製品版とは異なる。没となったオープニングストーリーは、「魔導村で唯一自分のファンクラブに入らなかった、後にアルルの母親になる女性を逆恨みしたサタンが、7年後に暗躍する」といったものであった。
製品版では、サタンの別荘にはサタンと彼に捕まったデビルがいて、アルルはサタンと友好的に出会い、デビルが隙を見て脱獄、カーバンクルはここでのイベントは無関係と、3名が完全に独立している。
本筋は「『A・R・S』のアルル編で4歳のアルルとカーバンクルが出会い、改めて『II』で16歳になったアルルとカーバンクルが再会する」というシナリオだが、6歳のアルルとカーバンクルの再会がゲーム中で明確に描かれるのはこの作品だけである。
2017年8月10日にはWindows対応ソフト『魔導物語 きゅ〜きょく大全 SUN -SFC＆DS- with LADY-BONO!』、2023年4月7日にはWindows対応ソフト『魔導物語 超きゅ〜きょく大全 ぷよぷよ入り』の収録ソフトのひとつとして、それぞれ限定復刻された。詳細は「コレクション作品」の節を参照。また、2024年3月19日よりプロジェクトEGGにて配信開始。

### 魔導物語I
『魔導物語I』（まどうものがたり いち）は、1996年3月22日発売のメガドライブ用ソフトで『1-2-3』のエピソード1を移植した作品。内容はゲームギア版『I』の再リメイクに近い。開発・販売ともにコンパイル。通称『MD魔導』。魔法を使う際には従来のコマンド選択方式ではなく、格闘ゲームのようにリアルタイムに特定のコマンドを入力する「マジカル・アクティブ・オペレーション」方式を採用したほか、魔物を仲間にして戦わせる「アミーゴカプセル」というシステムが実装された。また今までのエピソード1では「塔の脱出」が卒業条件だったが、今回は「塔を脱出するまでに課題をいくつクリアできるか」に変わっており、塔を脱出したものの採点結果によっては不合格になるというパターンもありうる。
ストーリー
今日は魔導幼稚園の筆記試験。この試験に合格したものだけが魔導の塔での卒園試験に進むことができる。しかしアルルはさっぱり分からず、居眠りをしていた上に鉛筆を転がして回答していた。ところがどうしたことか、筆記試験に合格したのはアルルだけ。先生に魔導スーツを着けてもらい、アルルは塔へと入る。塔の中でアルルは2年前に卒園したカミュ先輩に出会った。この試験の審判を勤めているのだという。
一方、アルルの同級生で風邪で筆記試験を欠席したラーラは、アルルが卒園試験に進んだのが許せず、妨害のために塔の中へ乱入する。だが、憧れのカミュ先輩を目にした彼女は妨害を止めて彼を追いかけていってしまったので、アルルは試験を続けることにした。
ゲームギア版で登場したカミュが再登場しているが今回はライバルではなく、アルルより2歳年上の先輩という設定に変更された。本作の目的は魔導球を見つけることではなく、塔に仕掛けられた100問のテストを解き、80点以上を取ることである。終盤のイリュージョンイベントはない。また、本作品の園長先生は老婆であり、『魔導物語 はなまる大幼稚園児』に登場する若い男性の園長先生とは全く別人になっている。
発売までが長引いたため、当時はメガCD版『シャドウラン』ともども発売中止の噂が広まっていたものの、その後コンパイルより開発中止でなく発売延期と発表。大幅に発売が遅れたことで、本作は日本国内のメガドライブで発売された最後のカートリッジソフトとなった。
2016年5月20日にはWindows対応ソフト『魔導物語 きゅ〜きょく大全 通 -MD＆DS-』、2023年4月7日にはWindows対応ソフト『魔導物語 超きゅ〜きょく大全 ぷよぷよ入り』の収録ソフトのひとつとして、それぞれ限定復刻された。詳細は「コレクション作品」の節を参照。
2019年9月19日にはセガゲームスからリリースされる復刻系ゲーム機『メガドライブ ミニ』の日本国内版にプリインストールされる42作品の一つとして、関連作品『ぷよぷよ通』と共に収録された。ただし回復アイテムの「酒」関連の名称の全てが「水」に差し替えられている。
2024年1月30日よりプロジェクトEGGにて配信開始。

### 魔導物語 はちゃめちゃ期末試験
『魔導物語 はちゃめちゃ期末試験』（まどうものがたり はちゃめちゃきまつしけん）は、1996年9月6日発売（10月15日発行）のBOOKタイプ『ディスクステーション Vol.12』収録のゲーム。この号から、ディスクステーションはWindows 95用となった。スタッフが用いた略称である『はめきん』が通称。
堕王健司こと織田健司がシナリオを担当。アルルの通う魔導学校の期末試験を受けるという内容だが、後半からシリアスな展開になる。前作と比べてアルルやルルーの会話の描写が多い。
『魔導物語3』の続編の物語。発売前のコンパイルクラブの告知では「1-2-3の正当な続編」とされたが、製作者インタビューで織田健司は『魔導物語3』からの続編ではあるが、『魔導物語4』ではなくあくまで外伝とした。
本作はマウス専用ゲームであり、キーボードだけではダンジョン内を移動することしかできない。
本作は韓国版『DS Vol.1』にも『魔導傳記（마도전기） 엉망진창 기말고사』（直訳で「めちゃくちゃ期末考査」）として収録された。
1997年にはアスキー（現・KADOKAWAおよびアスキー・メディアワークス）の雑誌『ログイン』1998年1月号の付録ソフトのひとつとして収録された。同時収録の他の『ディスクステーション』収録ソフトが体験版なのに対し、こちらのバージョンは製品版そのままだが、セーブするにはSAVEDATAフォルダの作成が必要である。
2004年6月18日にはアイキの配信サイト「あいき ゲーム横丁」にてセガの許諾の下でダウンロード販売も開始されたが、サービス終了に伴い配信を停止した。後に同サイトの内容を引き継いだD4エンタープライズの「コンパイルステーション」では、当時の配信ソフトのうち本作と『魔導対戦はさむんちょ』は配信されなかった。
ストーリー
アルルはカーバンクル、ルルー、ミノタウロスと共に魔導学校にたどり着いた。魔導学校の「マスクド校長先生」は変わったことが大好きで生徒はいつも振り回されっぱなし。そして今日も唐突に期末試験が始まった。期末試験の内容は、彼が作ったダンジョンの早抜けである。

### 魔導物語I 炎の卒園児
『魔導物語I 炎の卒園児』（まどうものがたりワン ほのおのそつえんじ）は、1996年12月13日にPCエンジンのアーケードカード専用CD-ROMとしてNECアベニューから開発・販売された、『1-2-3』のエピソード1を移植した作品。通称『PCE魔導』。
ハード末期に発売された上に、コンパイルは一切開発に携わっていないので直販の通信販売でも扱われなかったため出荷本数は少ない。本作の開発はゲームギア版『II』のころから始まっており、当初はエピソード2と3も続編として移植する予定であった。
一部のイベントでセリフに声が付くほか、本作オリジナルの魔物やアイテムが数多く登場し、それらの多くは徳間書店インターメディアのゲーム雑誌『PC Engine FAN』の企画にて読者応募されたものである。
声優陣は同社が過去に発売した『ぷよぷよCD』『ぷよぷよCD通』の担当声優が主となっており、主人公アルル・ナジャの声は三石琴乃が担当した。
本作品は他の『魔導物語I』と違い、強さのみでなく優しさが一定以上でないと先に進めないギミックがある。優しさは赤い魔導球の輝きで表示され、魔物との会話により変動する。

### 魔導物語 魔導師の塔
『魔導物語 魔導師の塔』（まどうものがたり まどうしのとう）は、1997年9月6日発売（10月15日発行）のBOOKタイプ『ディスクステーション Vol.16』収録のゲーム。Windows 95対応。DS15号時点での仮題は『魔導物語外伝』。システムは『はめきん』と同じだが、マウスだけでなくキーボードにも対応する。
時系列は『はめきん』の前後だが、シェゾが主人公の外伝的な物語。元々は一介の魔物、すなわち個人名ではなく種族名であったウィッチが、一個人として祖母と共に出演する。またゲームの途中で主役のシェゾに絡む場面が多く見られ、ラスボスであるダークマター戦前には行動を共にする場面もあるなど、ヒロイン的および主要人物として扱われる。シェゾを主役にしたのはDS12号のアンケートハガキを参考にしたらシェゾ主役の要望が多かったからで、シェゾの服を黒色にしたのは白では画面栄えがしなかったから。
2000年にはVectorの「こんぱいるゲーム横丁」にてダウンロード販売も行われていたが、アイキへの移行に伴い終了した。
本作は韓国版『DS Vol.3』にも『魔導傳記（마도전기） 마도사의 탑』（直訳も日本版と同じ「魔導師の塔」）として収録された。
ストーリー
他人の魔導力を吸収することで自らの力を高めている魔導師シェゾ。50年前に隕石の落下を防いだ魔女ウィッシュの存在を文献を読んで知った彼は、ウィッシュの魔導力を吸収するために彼女がいるという塔へと向かった。
本作はダイアキュートを使った場合は、次の魔法の詠唱をするときに頭の部分だけでなく台詞全体がダブる（エコーがかかる）。

### 魔導傳記엘리시온의 비밀
『魔導傳記 엘리시온의 비밀』（마도전기 엘리시온의 비밀）は、韓国で1998年3月20日発売の韓国版「디스크 스테이션 (Disc Station) Vol.5」に収録されたオリジナル作品で、日本未発売の『魔導物語』。タイトルを直訳すると『魔導物語 エリーシオンの秘密』で外伝的性格を帯びた作品である。なお、韓国では後に、韓国版『はめきん』と『魔導師の塔』を合わせ『魔導傳記1,2,3』としてセット販売も行われた。
元々、本作は韓国先行リリース後に日本版ディスクステーションへの収録も予定された。しかし、韓国でリリースする直前に日本のコンパイルが経営破綻したため、この作品の日本語版は公式には登場していない。
グラフィックやBGMなどは『はめきん』と『魔導師の塔』の素材を流用して作られた。一方で従来のシステムに加えて、ガイドライン機能とスムーズスクロール機能をWindows版で唯一実装した。スムーズスクロール機能については後に携帯電話アプリ版『I』『II』『III』などでも実装された。

### セガサターン版 魔導物語
『魔導物語』は、1998年7月23日に発売されたセガサターン用ソフト。通称『SS魔導物語』『SS魔導』『サターン魔導』など。キャッチフレーズは「ロープレ世界に大打撃」「みんなにやさしいRPG」。コンパイルから発売された最後の『魔導物語』シリーズである。
本作では、数値でパラメータが表示される、パーティを組んで行動する、2Dフィールド等、これまでの『魔導物語』シリーズの特徴であった要素の大半が変更された。一方で2.5Dクォータービューシステムを搭載する。
発表当初は、アルルが自宅を立ち魔導学校へ向かうという、『1-2-3』のエピソード2と3をリメイクするものになる予定であったが、コンパイルの経営破綻なども影響し製作が進まず、製品版ではシナリオが大きく変更された。製品版では『ぷよぷよ通』『ぷよぷよSUN』『わくわくぷよぷよダンジョン』に登場したほとんどのキャラクターが登場する。後に、本作の製品版シナリオは『魔導物語'98』として、変更前の未発表シナリオは『真・魔導物語』として、本作のディレクターの織田健司によってノベライズされ（#真・魔導物語シリーズおよび#『真・魔導物語』設定の節を参照）、これに準拠した設定資料が『魔導物語ファンブック イラストレーション&アザーズ』に収録された。この初期設定によれば、従来の『魔導物語』シリーズの1000年後の世界＝『ぷよぷよ』世界を舞台にしたものだとされるが、実際のゲーム中でそれが語られることは一切なかった。コンシューマでの完全新規シナリオではあるが、「コンパイルクラブ」や「ディスクステーション」において正伝か外伝かを定義付けられたことは一度もない。
ストーリー
一流の魔導師を目指して修行している16歳の少女アルル・ナジャはある日、自宅で留守番しているカーバンクルと一緒に食べる夕飯の「特製カレー」を買いにリラクスの町へ出かける。その後の夜、就寝しようをした時に突然自宅から少し離れた所で謎の爆発音を聞く。翌朝、アルルとカーバンクルは爆発音の正体を突き止めるため出かける。
当時の公式HPにおいて登場キャラクターの人気投票が行われていた。結果は以下。
| 順位 | キャラクター名     |
| ---- | ------------------ |
| 1位  | シェゾ・ウィグィィ |
| 2位  | アルル・ナジャ     |
| 3位  | ウィッチ           |
| 4位  | カーバンクル       |
| 5位  | ドラコケンタウロス |
| 7位  | キキーモラ         |
| 7位  | ルルー             |
| 8位  | サタン             |
| 9位  | ラグナス・ビシャシ |
| 10位 | ハーピー           |
| 10位 | ももも             |

### iアプリ版 魔導物語
『魔導物語』は、2005年12月14日よりジー・モードからi-mode携帯電話向け有料サイト「R.P.G-mode」で配信されていたiアプリゲーム。権利関係の都合で2006年6月30日をもって配信終了。iアプリ（Java）505i以上の環境が必要。製作はコンパイルから営業権を譲渡され、当時『魔導物語』の権利元であったアイキ。
ボイスはないが、システムはWindows版に近いものが使用されている。上空に岩石を出現させて落とす魔法「ストーン」はこの作品にしか登場していない。『真・魔導物語』設定より後に作られた新作であり、この作品は年表に組み込まれていない。本作にはアイキ製作の『ポチッとにゃ〜』の登場人物「グラベル」の過去の姿を思わせる同名のキャラクターも登場する。
ストーリー
アルルはダイエット目的のために新しく見つかったダンジョンへ向かう。彼女は、不老不死の秘密を知るべくそのダンジョンに来ていたシェゾと出会う。アルルから目的を聞かされたシェゾは「ダンジョンを馬鹿にしているのか」と大激怒するも、アルルに倒されてしまう。

### 〜聖魔導物語〜
『〜聖魔導物語〜』（せいまどうものがたり）は、2013年3月28日発売のPlayStation Vita用ソフト。ダンジョン探索型RPG。発売元はコンパイルハート（販売はアイディアファクトリー）、開発はコンパイルハートおよびゼロディブ。また、開発協力として『魔導物語』の知的財産権を持つD4エンタープライズの社名が記載される。
D4エンタープライズ初のパッケージ用の完全新作ゲームタイトルであり、同時にコンパイルハートが営業権を取得して以降初めて発売された旧コンパイルゲームのシリーズ新作である。
ププルを主人公とした同作は、旧作から登場キャラクターを一新した完全新作であり、旧作のキャラクターはモンスターも含め一切登場しない。

### コレクション作品
D4エンタープライズより過去作品のいくつかがMicrosoft Windows向けに限定復刻移植されている。
『魔導物語1-2-3 MSX2版 for Windows』（Windows XP/Vista）
「魔導物語復刻プロジェクト」の第2弾として、2008年9月1日から2000本限定生産で販売された。表題のMSX2版『魔導物語1-2-3』に加え、「原作版」として元祖『DS魔導』も併せて、Windows対応にして復刻収録している。
なお、本作は一般発売に先駆けて、2008年8月に開催されたコミックマーケットでも販売されていた。
2010年3月31日をもって販売終了した。
『魔導物語 きゅ〜きょく大全 1-2-3＆A・R・S』（Windows Vista/7/8/8.1）
2014年10月3日より予約開始され、2015年3月31日から限定販売が開始された。前述のMSX2版『魔導物語1-2-3』と元祖『DS魔導』に加え、PC-9801版『魔導物語1-2-3』と『魔導物語A・R・S』も新たに追加され、全てWindows対応にして復刻収録している。
カバーはPC-98版『1-2-3』と『A・R・S』のリバーシブルとなり、MSX2版を含む当時のマニュアルを可能な限り復刻再現した上で、同内容のものをPDF形式でも収録。
MSX2版およびPC-9801版『1-2-3』の封入特典であった「カードゲーム」もそれぞれのバージョンを再現して復刻。
限定特典としてPC-98版『1-2-3』と『A・R・S』の楽曲（OPN版）を収録したサウンドトラックCD『魔導物語 1-2-3＆A・R・S PC-9801 SOUNDTRACKS 〜サントラの呪文〜』も同梱された。
当時『A・R・S』の封入特典であった「オワニモの呪文」は未復刻だが、装飾デザインのみ「サントラの呪文」の台紙に反映された。
2016年9月30日をもって販売終了した。
『魔導物語 きゅ〜きょく大全 通 -MD＆DS-』（Windows Vista/7/8/8.1/10）
2015年12月3日より予約開始され、2016年5月20日から限定販売が開始された。メガドライブ版『魔導物語I』のほか、ディスクステーションに収録されたPC-9801用ゲームである『魔導物語 道草異聞』、『らっきょ喰うカーバンクル ディスクステーションBookタイプ 1号収録版』、『らっきょ喰うカーバンクル ディスクステーション98 20号収録版』、『大魔導戦略物語』、『大魔導戦略物語'95』、『魔導四五六』、『いもほり』を、全てWindows対応にして復刻収録された。
カバーはメガドライブ版のパッケージを再現し、当時のマニュアルを可能な限り復刻再現し、当時のディスクステーションから収録タイトルの紹介ページを復刻してまとめた『よりぬきディスクステーション 1』も付属した上で、同内容のものをPDF形式でも収録。限定特典としてメガドライブ版『魔導物語I』の楽曲を収録したサウンドトラックCD『魔導物語I MEGA DRIVE SOUNDTRACKS 〜サントラの呪文II〜』も同梱された。
なお『魔導物語 道草異聞』については、発売時点では原作の未修正版と同様の不具合が確認され、D4エンタープライズ公式サイト内のサポートセンターで注意と対処方法が告知された。2016年6月3日より特設サイトにて修正アップデートファイル「魔導物語きゅ〜きょく大全 通 -MD＆DS-アップデータ（1.0→1.1）」の配布が開始された。
2017年5月22日をもって販売終了した。
『魔導物語 きゅ〜きょく大全 SUN -SFC＆DS- with LADY-BONO!』（Windows 7/8/8.1/10）
2016年11月24日より予約開始され、2017年8月10日から限定販売が開始された。スーパーファミコン版『魔導物語 はなまる大幼稚園児』のほか、ディスクステーションに収録されていたMSX用タイトルである『かーばんくるぴ』、『ワンダーランド OF CARBUNCLE』、『ぷよぷよ恋物語』、『魔導物語1-2-3（見るばーじょん）』、PC-9801用タイトルである『キキーモラのおそうじ大作戦』、『バナナスカッシュ』、『わんだふりゃ魔導らんど』、『カーバンクルB.G.V』、『カレー食うカーバンクル』、『まいごのあるる』、『時代劇大江戸あっぷるそーす』、『あっぷるそーす あのコと夏祭り』、『あっぷるそーす丁稚っち』、『うさ雀ファイト! Aチーム』、『いもほり2』、『魔導物語1-2-3デモ&カーバンクル絵描き歌』、そしてボーナストラックとして『LADY-BONO!』全4話を加え、全てWindows対応にして復刻収録している。カバーはスーパーファミコン版のパッケージを再現し、当時のマニュアルを可能な限り復刻再現し、当時のディスクステーションから収録タイトルの紹介ページを復刻してまとめた『よりぬきディスクステーション 2』と『レディボノ! まとめ!』も付属した上で、同内容のものをPDF形式でも収録。
限定特典としてスーパーファミコン版『魔導物語 はなまる大幼稚園児』の楽曲を収録したサウンドトラックCD『魔導物語 はなまる大幼稚園児 SOUNDTRACKS 〜サントラの呪文III〜』も同梱された。
当時『はなまる大幼稚園児』の封入特典であった「はなまるカード」は未復刻だが、カード表面のデザインの一部のみゲームディスクの台紙に反映された。
2018年10月15日をもって販売終了した。
『魔導物語 きゅ〜きょく大全 よ〜ん GG I-II-III＆A』（Windows 7/8/8.1/10）
2017年11月24日より予約開始され、2018年9月28日から限定販売が開始された。ゲームギア版『魔導物語I 3つの魔導球』、『魔導物語II 〜アルル16才〜』、『魔導物語III 究極女王様』、『魔導物語A ドキドキばけ〜しょん』の4本を全てWindows対応にして復刻収録している。4本ともゲームギア版を元にした移植であり、携帯電話アプリ版の追加要素はない。
カバーはゲームギア版のパッケージをそれぞれ再現した『I』&『II』および『III』&『A』のリバーシブル2枚組となっており、当時のマニュアルを可能な限り復刻再現した上で、同内容のものをPDF形式でも収録。
限定特典としてゲームギア版『魔導物語』シリーズ4タイトルの楽曲を収録したサウンドトラックCD『魔導物語 GG I-II-III＆A SOUNDTRACKS 〜サントラの呪文IV〜』も同梱された。
2019年6月1日をもって販売終了した。
『魔導物語 超きゅ〜きょく大全 ぷよぷよ入り』（Windows 8.1/10/11）
2021年12月24日より予約開始され、2023年4月7日から限定販売が開始された。これまでの『きゅ〜きょく大全』シリーズに収録された全37タイトルに加え、新たにMSX2版『ぷよぷよ』、PC-98版『ぷよぷよ』、PC-98版『なぞぷよ』、ファミリーコンピュータ ディスクシステム版『ぷよぷよ』、ファミリーコンピュータ版『ぷよぷよ』の5本を含む計42タイトルを、全てWindows対応にして復刻収録している。
パッケージのサイズがこれまでのシリーズより一回り大きく、カバーはPC-98版『ぷよぷよ』『なぞぷよ』のパッケージをそれぞれ再現しており、今回の新規収録作品5本の当時のマニュアルおよび特典冊子『ぷよぷよコミック』『ぷよ道 -ぷよぷよ攻略への道-』『ぷよぷよシール』を復刻再現し、加えて初の紙媒体での単行本化となるウェブコミック『魔導物語 マノと不思議の帽子』を同梱した上で、これらに加えて過去の『きゅ〜きょく大全 1-2-3＆A・R・S』『通 通 -MD＆DS-』『SUN -SFC＆DS- with LADY-BONO!』『よ〜ん GG I-II-III＆A』の同梱物と同内容のものをほぼ全てPDF形式で収録。
限定特典としてMSX2版・PC-98版・FC版『ぷよぷよ』およびPC-98版『なぞぷよ』の楽曲を収録したサウンドトラックCD『魔導物語 PUYOPUYO＆NAZOPUYO PC-9801＆MSX2 SOUNDTRACKS 〜サントラの呪文V〜』も同梱され、加えてこれらを含む過去の『サントラの呪文』シリーズに収録された全トラックをデータ化してソフト内のサウンドプレイヤーから聴くことが可能。
2023年12月31日をもって販売終了した。

### その他関連作品
『魔導師ラルバ』
本作品より以前、1988年発売のMSX2版『ディスクステーション #1 創刊号』より連載されたコマンド選択式アドベンチャーゲーム（当時のゲーム中タイトル表記は「Lulba」）。
1990年7月20日には、シリーズを1本にまとめた上でシナリオを追加して内容を強化した『魔導師ラルバ 総集編』として、DS増刊号『DX#2』扱いで単品発売された。
2003年12月4日にはプロジェクトEGGで『総集編』が配信開始され、2015年8月19日発売のWindows版『ディスクステーションRe#01』にも『総集編』が収録された（当時のマニュアルは未収録）。
光の剣を操る主人公の戦士サイバーキャット（猫獣人の青年）が、蘇った闇の魔導師ラルバやその手下たちと戦うというストーリー。ただし、シリアスなバックストーリーとは裏腹に、実際のゲーム内容はユーモラスで緩い内容となっている。
本作はディレクターの米光を始め、後の『魔導物語1-2-3』とスタッフが一部共通しているため、本作の登場キャラクターやキーワードのいくつかが後の『魔導物語』シリーズへと受け継がれた。また、本作のボスのひとりであったアウルベアは後に「魔導師ラルバの手先」という設定のまま『ぷよぷよ通』へも登場したため、アウルベアの著作権のみセガが保持する。そのため、プロジェクトEGG移植版などでは「アウルぐま」に名前が変更された。
ぷよぷよシリーズ
本作品の登場人物を用いたパズルゲーム。アーケード版の第1作『ぷよぷよ』は『1-2-3』エピソード3の後の話になっており、各作品の魔物やエピソード2・3の主要人物達が敵キャラクターとして登場する。以降はぷよぷよシリーズの知名度の方が上がったこともあり、『魔導物語』シリーズへ設定などが逆輸入されることも多かった。1998年にコンパイルが経営破綻したため、それ以降はぷよぷよシリーズタイトルおよび登場キャラクターの知的財産がセガに移った。
このほか、『わくわくぷよぷよダンジョン』や『アルルの冒険 まほうのジュエル』のような、『魔導物語』シリーズではないが魔導キャラが登場するRPG作品も数作発売された（ぷよぷよシリーズ#パズルゲーム以外も参照）。
BOOKタイプ『ディスクステーション』収録作品
『ディスクステーション』では、何度か『魔導物語』のキャラクターを用いた小作品が収録された。ここではBOOKタイプとして発売されたDSに収録された作品を挙げる。なお、『なぞぷよ』シリーズについては本項ではなくなぞぷよ#ディスクステーション収録作品を参照。
以下、BOOKタイプのVol.1 - 11収録タイトルはPC-98用、Vol.12以降はWindows 95用、別冊『i miss you.』はプレイステーション・セガサターン用である。
『らっきょ喰うカーバンクル』（Vol.1）
DS98収録作品のリメイク。カーバンクルを主人公にしたドットイートゲーム。
2016年5月20日には前述した『魔導物語 きゅ〜きょく大全 通 -MD＆DS-』の収録ソフトとして「Bookタイプ 1号収録版」と「ディスクステーション98 20号収録版」がそれぞれ限定復刻された。2023年4月7日にはWindows対応ソフト『魔導物語 超きゅ〜きょく大全 ぷよぷよ入り』にも再録。2023年12月26日からは「Bookタイプ 1号収録版」が、2024年7月16日からは「ディスクステーション98 20号収録版」が、それぞれプロジェクトEGGにて配信開始。
『わんだふりゃ魔導ランド 〜あっぷるそーす IX〜』（Vol.4）
クリックミニゲーム『あっぷるそーす』シリーズの9作目。遊園地の各所をクリックするとさまざまな事が起こる。
2017年8月10日には、前述した『魔導物語 きゅ〜きょく大全 SUN -SFC＆DS- with LADY-BONO!』の収録ソフトのひとつとして限定復刻された。2023年4月7日にはWindows対応ソフト『魔導物語 超きゅ〜きょく大全 ぷよぷよ入り』にも再録。2024年7月23日からはプロジェクトEGGにて配信開始。
『ばよえ〜んウォーズ 大魔導戦略物語』（Vol.5）
戦略シミュレーションゲーム。本作で初登場となったモンスターのうち、後に「コドモドラゴン」と「ハニービー」は『ぷよぷよSUN』、「てっぽううお」は『わくわくぷよぷよダンジョン』、「ガスト」は『アルルの冒険』、「アーちゃん」は『ぷよぷよ〜ん』などにも登場した。
2016年5月20日には、前述した『魔導物語 きゅ〜きょく大全 通 -MD＆DS-』の収録ソフトのひとつとして限定復刻された。2023年4月7日にはWindows対応ソフト『魔導物語 超きゅ〜きょく大全 ぷよぷよ入り』にも再録。2024年1月30日からはプロジェクトEGGにて配信開始。
『いもほり』（Vol.6）
対戦カードゲーム。登場キャラクターはオリジナルだが、『魔導物語』のキャラクターがカードの絵柄として登場している。
2016年5月20日には、前述した『魔導物語 きゅ〜きょく大全 通 -MD＆DS-』の収録ソフトのひとつとして限定復刻された。2023年4月7日にはWindows対応ソフト『魔導物語 超きゅ〜きょく大全 ぷよぷよ入り』にも再録。2024年4月23日からはプロジェクトEGGにて配信開始。
『キキーモラのおそうじ大作戦』（Vol.7）
キキーモラを主人公にしたドットイートゲーム。後に『わくわくぷよぷよダンジョン』や『ぷよぷよBOX』にも登場するキャラクター「ブラックキキーモラ」の初登場作品。
2017年8月10日には、前述した『魔導物語 きゅ〜きょく大全 SUN -SFC＆DS- with LADY-BONO!』の収録ソフトのひとつとして限定復刻された。2023年4月7日にはWindows対応ソフト『魔導物語 超きゅ〜きょく大全 ぷよぷよ入り』にも再録。2024年3月26日からはプロジェクトEGGにて配信開始。
『大魔導戦略物語'95』（Vol.8）
戦略シミュレーションゲーム。『大魔導戦略物語』の続編。
2016年5月20日には、前述した『魔導物語 きゅ〜きょく大全 通 -MD＆DS-』の収録ソフトのひとつとして限定復刻された。2023年4月7日にはWindows対応ソフト『魔導物語 超きゅ〜きょく大全 ぷよぷよ入り』にも再録。2024年6月19日からはプロジェクトEGGにて配信開始。
『魔導四五六』（まどうすごろく）（Vol.9）
すごろくゲーム。2人1組のチーム制となっており、「アルル&サタン」「シェゾ&インキュバス」「ルルー&ミノタウロス」「ぞう大魔王&さそりまん」「ドラコケンタウロス&ウィッチ」「すけとうだら&うろこさかなびと」の全6チーム・12名が登場する。1回のゲーム中では前記の中から3チームまでが参加する。
後にセガが発売した『ぷよぷよ7』のドラコケンタウロスの連鎖ボイスのひとつ「炎龍旋撃」はこの作品からの出典である。
2016年5月20日には、前述した『魔導物語 きゅ〜きょく大全 通 -MD＆DS-』の収録ソフトのひとつとして限定復刻された。2023年4月7日にはWindows対応ソフト『魔導物語 超きゅ〜きょく大全 ぷよぷよ入り』にも再録。2023年10月24日からはプロジェクトEGGにて配信開始。
『いもほり2』（Vol.9）
『いもほり』の続編。こちらも登場キャラクターはオリジナルだが、カードの絵柄が『魔導物語』のキャラクターで、状況に合わせてアニメーションを行ったり、アルルの魔法ボイスなどが流れる。
2017年8月10日には、前述した『魔導物語 きゅ〜きょく大全 SUN -SFC＆DS- with LADY-BONO!』の収録ソフトのひとつとして限定復刻された。2023年4月7日にはWindows対応ソフト『魔導物語 超きゅ〜きょく大全 ぷよぷよ入り』にも再録。2024年9月17日からはプロジェクトEGGにて配信開始。
『JUMP HERO外伝』（Vol.11）
シミュレーションゲーム。『JUMP HERO』シリーズの外伝作品だが、先駆けてメガドライブ版『魔導物語I』に登場したミセス・イヴとビリーバーンがこちらにも登場するほか、エンディングではアルルとカーバンクルが登場している。
『アルル漫遊記』（Vol.13）
アドベンチャーゲーム。過去の日本に飛ばされたアルル・ナジャが主人公。『魔導物語』に近い3Dダンジョン形式の移動が特徴。スター・システムを採用しており、『魔導物語』以外も含めたコンパイルキャラクター達が過去の偉人の役として登場する。また、実写取り込みも用いられた。
『ルルーの鉄拳春休み』（Vol.14）
ルルーを主人公にしたテキストアドベンチャーゲーム。『はめきん』の直後の話ということになっており、ルルーが魔導学校の春休みの課題に挑戦する。物語の展開は、昔話をもとにしたコメディシナリオ『5種の神器』編、ルルーの過去を描いた『不思議の国のルルー』編、ルルーがカレーの材料集めに『食材を求めて…』編の3本に分かれる。そこからさらに複数のエンディングに分かれ、中には暗い結末を迎えるものもある。また、展開次第では『A・R・S』で彼女をさらった犯人と決着をつけることになる。
『はめきん』と同じく堕王健司（織田健司）がシナリオを担当。『はめきん』同様、ルルーとアルルが友達のような会話が多く、これまでのアルルが主役でルルーは一度きりの出演の「ぷよぷよシリーズ」などで見られた、ルルーの嫉妬と誤解による単純な漫才のイメージとは違った関係が見られる。『魔導物語3』や『なぞぷよ通』からもこのような関係は見受けられたが、『はめきん』含むこれ以降の作品からこの配役が多くなる。『魔導物語』ではないものの、『はめきん』『魔導師の塔』と合わせ「新生ARS」として扱われることもある。さらに、テキストの選択次第では、ルルーがプレイヤーに向かって「さっき私は魔法が使えないと説明した」と文句を言ったり、「この世界に公衆電話があるはずがなかった」と言うなど、メタフィクションな台詞も見受けられる。
後にセガが発売したニンテンドー3DS用オムニバスソフト『セガ3D復刻アーカイブス2』の英語版『Sega 3D Classics Collection』内に収録されたアーケード版『ぷよぷよ通』の電子説明書に記載されたルルーの紹介文において、過去のルルーの出演作のひとつとして本作が『Rulue's Spring Break of Fists』の題名で言及された。
『ぷよまん食うカーバンクル』（Vol.14）
カーバンクルを主人公にしたモグラ叩き風ゲーム。
『モグラ叩きゲーム』（別冊『i miss you.』）
モグラ叩きゲーム。モグラがサムライモールになっている。
『白熱ぷよりんぴっく!』（Vol.17）
スポーツゲーム。アルルとウィッチが様々な種目で対決する。後にWindows 95版『ぷよぷよSUN』にも同時収録された。
『羽毛球するカーバンクル』（Vol.17）
カーバンクルがバドミントンをするゲーム。タイトルの「羽毛球」はバドミントンとルビが振られている。
『セリリのはっぴーばーすでぃ』（Vol.18）
セリリを主人公にした育成シミュレーションゲーム。
『魔導RUN』（Vol.19）
アルル、ウィッチ、シェゾ、すけとうだらが鬼ごっこをするゲーム。
『コメットサマナー』（Vol.20）
ウィッチを主人公にした面クリア型アクションゲーム。後に『ぷよぷよBOX』にも登場するキャラクター「ダークウィッチ」の初登場作品。
『コメットサマナー Time Trial Version』（Vol.22）
『コメットサマナー』のマップを変更したタイムトライアル版。
『魔導対戦はさむんちょ』（Vol.22・23）
リバーシのような対戦ゲーム。2号連続で再録され、2000年10月27日にはMSDジャパンよりソフト単体で発売もされた。
『ぷよカード』（Vol.23）
カードゲーム。セガサターン版『魔導物語』のミニゲームのアレンジ版。
『ぷよまんミステイク!』（Vol.23）
ひとつだけ違うぷよまんを探す間違い探しミニゲーム。
『なわとびするカーバンクル』（Vol.24）
カーバンクルが連続なわとびに挑戦するミニゲーム。
『回転ぷよまん食うカーバンクル』（Vol.25）
タイミングよくカーバンクルにぷよまんを食べさせるミニゲーム。
『踏み台昇降するカーバンクル』（Vol.27）
キーを素早く押してカーバンクルを踏み台昇降させるミニゲーム。
『レストランKING』（Vol.27）
コンパイルキャラクター達が集合した『モノポリー』形式のボードゲーム。アルル&カーバンクルがプレイヤーキャラクターのひとりとして参戦し、『魔導物語』以外も含めたコンパイルキャラクターが多数登場する。
その他数作品存在。このほか、MSX2版とPC-9801版『ディスクステーション』に収められた『魔導物語1-2-3予告デモ』の中に、カーバンクルが画面内で踊る『魔導物語音頭』というものがある。BGMには歌詞がついている。『ぷよぷよ』などのエンディングに使われたほか、当時のコンパイル社員達が合唱しているCDも存在する。
『ポチッとにゃ〜』
ぷよぷよの権利を失ったコンパイルが新たに作ったパズルゲーム。当初は『魔導物語』の千年後が舞台だと発表された。製品版では「あの祭から千年後」とだけ表記される。『ポチッとにゃ〜』の稼動に合わせ、「『ポチッとにゃ〜』の登場人物を用いた『魔導物語』を製作する」という企画があったが実現せず、『ポチッとにゃ〜』の登場人物が1人だけ出演するアルル達の『魔導物語』が製作されることになり、こうして出来たのがiアプリ版『魔導物語』だったが、権利関係の問題で配信が滞ってしまった。

## ゲームシステム
セガサターン版『魔導物語』（以下『セガサターン版』）および『〜聖魔導物語〜』はシステムが大幅に異なるので、ここでは『セガサターン版』『〜聖魔導物語〜』以外の作品に関して説明する。
主人公はパーティーを組むことなく、一人だけでダンジョンを冒険する。冒険の目的は、試験や遭難からの脱出、趣味などである。ほとんどの作品は3Dダンジョン探索型のRPGになっており、主人公が移動する空間は最初から最後までダンジョンで占められており、買い物もダンジョン内で行う。ただし、『はなまる大幼稚園児』は2Dフィールド型で、町などが存在する。
オートマッピング機能が搭載されており、通過した地点からダンジョンの地図が自動的に描き上げられ、現在位置、方角（PC-98版『1-2-3』以降）も確認できる。ただし、2Dフィールド型の2作品と最初の作品であるMSX・ディスクステーション版『魔導物語 EPISODE II CARBUNCLE』（以下『MSX-DS版』）には搭載されていない。しかし、『MSX-DS版』もマッピング不要とは謳っていた。基本的に1フロアが8×8マス、最後の2フロアだけ16×16マスという狭いダンジョンだったが、このゲームには真上に移動する魔法があり、上下のつながりを理解したうえでこの魔法を使わないと入手できないアイテムもある。

### 戦闘
主人公と敵との1対1の戦いになる。主人公か敵のどちらかが逃げ出すか、体力（ヒットポイント）がなくなるまで戦闘を続けるのが基本だが、敵によってはアイテムを差し出して許しを請うことがある。
主人公は魔法（または技）を用いて戦い、炎の魔法（ファイヤーなど）と氷の魔法（アイスストームなど）で攻撃を行なう（後期作品ではさらに雷の魔法（ライトニング、サンダーなど）も使える）。これらの属性魔法は基本的な魔法なので、魔導力（マジックポイント）を消費せずに使える一方、それ以外の大半の魔法は上級魔法という扱いで、使うと魔導力を消費する。
本シリーズではダメージ量や残り体力・魔導力は数値ではなく文章や音楽で表現する「ファジーパラメーター」というシステムが採用されており、これはぷよぷよシリーズにおいても、おじゃまぷよの予告量が数字ではなく予告ぷよという形で表示される、ピンチになると敵キャラクターの表情や音楽が変わる、といった形で採用された。
主人公や敵が攻撃をするときやダメージを受けたときにはサンプリングボイスが再生される場合がある。当時としてはこれは珍しく、特にシリーズ第1作である『魔導物語 EPISODE II CARBUNCLE（DS魔導）』の時点において、MSX2のPSG音源で比較的鮮明な音声を再現していたことは画期的で、初期の作品ではマジカルボイスRPGと呼んでいた。これもアーケード版以降の『ぷよぷよ』シリーズにおいても採用された
また、ダイアキュートと呼ばれる次の魔法の効果を増強する魔法を使った場合は、次の魔法の詠唱をするときに頭の部分だけ二回ずつ（作品によっては一回）ダブる演出がなされる（例：ダイアキュート→ファファ・ファイアー、ダイアキュート→ダダ・ダイアキュート→ファファファファ・ファイアー）。『わくわくぷよぷよダンジョン』以降では単に戦闘中での攻撃力上昇の魔法となり、この演出もなくなったが、その後セガ製作の『ぷよぷよフィーバー』においてこの演出が再登場した。

### 成長システム
戦闘に勝利すると他のRPG同様経験値が手に入るが、経験値もまた数値では表示されない。画面の外周にちりばめられた宝石が光るという形で経験値量を表している。この宝石を経験球（けいけんだま、経験玉と表記する作品もある）といい、全ての経験球が光るとレベルが1上がり、同時に体力と魔導力も全て回復し、経験球は再度輝きを失う。得られる経験値は主人公と敵とのレベル差によって決まり、主人公のレベルが上がると弱い敵を倒しても経験値が全く入らないか、入ったとしても極わずかある。この経験球システムは『なぞぷよ』シリーズにも採用された。例外的に、『炎の卒園児』では経験球の代わりに伸びたリボンの長さで経験値の量を判断できる。

### 買い物
前述の通り主人公はダンジョンの外で冒険をすることは一切ないので、買い物はダンジョンの中で店を開いている魔物商人と行う。ダンジョンの奥深くでも店を開いており、人間から迫害され逃れてきた魔物たちが住む森の中でも、人間である主人公との売買に応じてくれる。
『はなまる大幼稚園児』では人間の住む町があり、そこで買い物を行う。しかし、人間の住む町にもかかわらず、店員は魔物商人である。

### 主なアイテム
カレーシリーズ（らっきょ、福神漬け、カレーライス）
食べると体力が回復する。ただし、初期作であるMSX2版の作品では福神漬けで魔導力が、カレーライスで体力と魔導力の両方が少し回復する。また、MSX2版では体力と魔導力を完全回復するキングカレー（『MSX-DS』）もしくはハヤシライス（『MSX1-2-3』）という上位版があり、体力完全回復アイテムとしては包帯がある。
酒シリーズ（仙人酒、魔導酒、ももも酒、ちゃんぽん酒）
飲むと魔導力が回復する。PC-98版以降の作品から登場。ももも酒とは商人もももが作った酒らしく、作品によってはもももから格安値段で買える。ちゃんぽん酒はMD版のみ登場。初期作であるMSX2版の作品では酒類が登場せず、代わりに福神漬けやきのこで魔導力を回復する。
ゲームギア版では、お猪口・徳利・瓢箪として表記される。『はなまる』のみ丸型フラスコや、もももの形をした容器として表記される。
メガドライブ ミニ収録版『I』では、イラストはそのまま名称のみ水シリーズ（仙人水、魔導水、ももも水、3色サイダー）に置き換えられた。
竜シリーズ（竜眼肉、竜の肉、竜の爪、竜の牙、竜の鱗、竜の尻尾、竜の角）
体力と魔導力が両方回復する。PC-98版以降の作品から登場するが、作品によって登場するアイテムが異なる。
竜眼肉（りゅうがんにく）はPC-98版全て（『1-2-3』『A・R・S』『道草異聞』）と『炎の卒園児』、竜の肉は『はなまる』に登場し、どちらも中程度回復する。同系統のアイテムとして獣炭（じゅうたん）は食べると体力と魔導力が少し回復し、犬顎菊（いぬあごぎく）は食べると体力と魔導力が最大限まで回復する。
竜の爪・尻尾・角はゲームギア版全て（『I』『II』『III』『A』）・『はめきん』・『魔導師の塔』・『iアプリ版』で登場、竜の牙・鱗・尻尾・角はメガドライブ版『I』で登場し、それぞれ後のものになるほど効果が強力になる（竜の角で完全回復）。『はなまる』では竜の爪は回復アイテムではなくイベントアイテムとして登場。
草シリーズ（めんたま草、いだてん草/きゃくりょく草、ごうてん草、のうてん草）
食べることで特定のパラメータを上げる草。作品によっては安価で購入できる代わりに購入できる個数が限られている。効果は永続的に続く。
黄金リンゴ（黄金の林檎）
食べると経験球を大量に獲得でき、レベルアップを早めることができる。
渾天石（こんてんせき）、方向石（ほうこうせき）
主人公が現在向いている方角を示すアイテム。PC-98版以降の作品から登場する。多くの作品では入手する（もしくは最初から所持している）ことで画面中央に配置され、東西南北の向いている方角を指し示すようになる。GG版では移動カーソルが漢字表記の「東西南北」に変化する。
魔導杖（パポ、ピチ、ミホ、レイ、ロフの全5種）
魔法の杖。装備すると消費魔導力が軽減される、大打撃が出やすくなるなど、それぞれの杖によって異なる様々な効果が現れる。PC-98版以降の作品から登場する。装備すると「優しく扱いなよ」、「どぉんと行こうぜ」、「私に適う者はない」などと喋り、自分の意思で敵を攻撃する、持ち主を庇う、持ち主の魔法を強化するなどの行動を取る。作品によってはある程度使うと壊れる。この原型として、『MSX-DS』では持っているだけで魔法の威力が上昇する「スタッフ」シリーズが存在する。
魔導指輪（ララ、リリ、ルル、レレ、ロロの全5種）
魔法の指輪。装備すると特定の魔法の効果が時々アップするなど、それぞれの指輪によって異なる様々な効果が現れる。『はなまる』で魔導杖の姉妹品として初登場した。
ただし、『はめきん』や『iアプリ版』では、魔導杖・指輪ともに喋ることも勝手に行動することもなく、単純に魔導杖は攻撃力、魔導指輪は防御力が上がるだけである。

## 関連商品

### 攻略本
『テレビランドわんぱっくNo.144 ゲームギア ゲーム・ヒントブック』
1994年8月25日に徳間書店より発売（雑誌 65596-89）。『魔導物語I 3つの魔導球』『魔導物語II 〜アルル16才〜』『シャイニング・フォース外伝 遠征・邪神の国へ』『シャイニング・フォース外伝II 邪神の覚醒』『なぞぷよ2』の全5タイトルをまとめた攻略本。
『テレビランドわんぱっくNo.146 ゲームギアゲームヒントブック 魔導物語III 究極女王様』
1994年12月30日に徳間書店より発売（雑誌66596-91）。『魔導物語III 究極女王様』の攻略本。『魔導物語I 3つの魔導球』『魔導物語II 〜アルル16才〜』の難所についても一部解説がある。
『魔導物語 パーフェクトガイド』
1998年7月27日にソフトバンクより発売（ISBN 4-7973-0702-1）。『セガサターン版』の攻略本。

### 小説
ゲーム版『魔導物語』を原作にしたノベライズ作品。いずれも小説版独自の設定やシナリオが多く、ゲーム版本編の設定には組み込まれていない。

#### 角川シリーズ
山本剛によって執筆され角川書店から角川スニーカー文庫として刊行された作品群。挿絵は壱。
『新☆魔導物語』『超☆魔導物語』は小説版『魔導物語』の続編扱いであり、設定とシナリオが繋がっている。
『魔導物語』
1. ぷよぷよ大魔王の降臨っ! （1994年5月1日、ISBN 4-04-415601-8）
2. ぷよぷよ大明神の復活っ! （1995年4月1日、ISBN 4-04-415602-6）
3. ぷよぷよ大司教の陰謀っ! （1995年12月1日、ISBN 4-04-415603-4）

ゲーム『魔導物語1-2-3』のエピソード3の後日談である。第1巻ではアルルとルルーが魔導学校に到着・入学してから数年後、卒業試験を受けることから話は始まり、巻末では『ぷよぷよ』第1作と同様のストーリーに繋がる。第2巻では『ぷよぷよ通』の前日談であるかのようだったが、第3巻以降は『ぷよぷよ』シリーズ本編と繋がっていない。本作全3巻のみコンパイル社員数名による4コマ漫画が数本掲載されている。

エプロン姿のサタン、ぷよぷよを食べるカーバンクル等、過去作を元にしたマニアックなネタもある。
『新☆魔導物語』
1. アルルとおとぎの国 （1996年8月1日、ISBN 4-04-415604-2）
2. ルルーと愛の日々 （1997年3月1日、ISBN 4-04-415605-0）
3. シェゾと悪の華 （1997年10月1日、ISBN 4-04-415606-9）

ゲーム『魔導物語A・R・S』と同様にそれぞれアルル・ルルー・シェゾの3人を視点にした物語であり、時系列上は第1巻は『A・R・S』のアルル編より少し後、第2巻と第3巻は小説版無印『魔導物語』より後である。また、第2巻は『す〜ぱ〜なぞぷよ通 ルルーの鉄腕繁盛記』の後日談でもある。
『超☆魔導物語』
1. うぇるかむ・とぅ・ぷよぷよダンジョン!! （1999年4月1日、ISBN 4-04-415609-3）
2. でぃてくしょん・あっと・ぷよぷよダンジョン!! （1999年8月1日、ISBN 4-04-415610-7）
3. ばとる・おぶ・ぷよぷよダンジョン!! （2000年3月1日、ISBN 4-04-415612-3）

時系列上は『新☆魔導物語』より後となり、第1巻は概ねローグライクゲーム『わくわくぷよぷよダンジョン』のシナリオに基づいた内容となっているが、第2巻以降は小説版独自の展開である。

##### オリジナル登場人物 (角川シリーズ)
ルシファー（Lucifer）
角川シリーズ全巻に登場。アルルとルルーの担任を務めた、魔導学校の教師であり、無印2巻以降はアルルの師匠でもある。常にフードで素顔を隠している。サタンの双子の弟であり、魔力が強く、理知的で戦術にも長けている魔族。一人称は私（わたし）。事態を面白い方向に進ませることが好き。かつては時の女神と恋に落ちていた（しかも両想い）。温厚かつ料理上手で博学でもあり、サタン以上に食えない。名前は英語で「堕天使の長」を意味する。
ケーニヒス・ティーゲル・フォン・シュテルン（Königs Tiegel von Stern）
無印版1〜3巻に登場。魔導学校の教師であり、通称シュテルン（博士）。ルシファーとは付き合いの長い友人同士であり、彼に負けず劣らずの博学である。彼も魔族であり、その正体は全ての動物や精霊の長。普段は、スキンヘッドに真紅のハチマキを巻いたマッチョオヤジな風体だが、真の姿は巨大な怪獣のようである。ホッタテ小屋が揺れるほど声が大きい。無印2巻以降はルルーの師匠。『新☆魔導物語』や『超☆魔導物語』には直接登場しない。格闘技と魔法と機械類が大好き。船に弱く豪快な人柄であり、人間の女には興味がない。通称名はドイツ語で「星」、フルネームは「星のるつぼの王→ありとあらゆるものを治める者」を意味する。
マサムネ
無印版2・3巻に登場。40歳を超えている、月代のない侍。息子持ちの寡。技量が高位魔族（ルシファーとシュテルン）と並ぶ、人間。180cm以上の長身（?）。
ムラサメ
無印版1巻のみ登場。マサムネの息子である忍者で、アルル&ルルーとは魔導学校の同窓生。ちびっこ体型であり、見た目は父親と似ていない。
アーサー・ペンドラゴン・キャメロット
無印版3巻に登場。通称アーサー。ぷよぷよ大司教によって、足枷付きのペンギン姿に変えられた、キャメロット城の城主。素顔は端整らしい（挿絵はない）。アルルに惚れている様子。自身の名前がアーサー・ペンドラゴン、父の名前がウーサー、城の名前がキャメロットと、アーサー王物語に由来する名称が多い。
また、本シリーズのサタンは一人称が「オレ」で、威圧的な雰囲気を持っており、弟のルシファーとは仲が悪い。シェゾ・ウィグィィは無印1巻ではPC-98版『1-2-3』の内容に沿って首を切断された状態から蘇ったが、その後の作品ではこの設定について特に触れられていない。

#### 真・魔導物語シリーズ
『はめきん』や『セガサターン版』のプロデューサーの織田健司によって執筆されアスペクトからファミ通文庫として刊行された作品群。挿絵は壱（『ぷよぷよ外伝 ぷよウォーズ』を除く）。角川シリーズとは全く繋がっていない。
『真・魔導物語』設定に基づいて書かれている。数ある派生作品のひとつの様子。
『魔導物語'98 次元生命体の恐怖! の巻』
1998年9月3日発売（ISBN 4-7572-0148-6）、改訂版が2000年11月17日発売（ISBN 4-7577-0273-6）。『セガサターン版魔導物語』のゲームシナリオのノベライズ作品。
『ぷよぷよ外伝 ぷよウォーズ』
1999年9月13日発売（ISBN 4-7572-0507-4）。同名ゲームのストーリー中盤までを元にしたノベライズ作品。アルル達の戦いのエピソードもある。挿画は工藤大樹&はしもとくにお。
『真・魔導物語』（第一期）
1. 世にも不思議な落ちこぼれ魔導師の巻 （1998年12月、ISBN 4-7572-0271-7 / 改訂版：2000年11月17日、ISBN 4-7577-0274-4）
2. ガール・ミーツ・ガールの巻 （1999年7月、ISBN 4-7572-0479-5 / 改訂版：2001年6月25日、ISBN 4-7577-0514-X）
3. 誕生! 最強（?）のパーティーの巻 （2000年5月31日、ISBN 4-7577-0012-1）
4. 嵐を呼ぶ!? 美少女コンテストの巻 （2000年7月19日、ISBN 4-7577-0139-X）
5. 天地逆転・怒濤のゴーレム大戦! の巻 （2000年9月20日、ISBN 4-7577-0189-6）
6. 三人の封印賢者の巻 （2000年11月20日、ISBN 4-7577-0252-3）
7. 決戦! 巨大魔導要塞の巻 （2001年1月20日、ISBN 4-7577-0306-6）
8. 魔導少女（アルル・ナジャ）に祝福あれ! の巻 （2001年3月19日、ISBN 4-7577-0364-3）

『セガサターン版魔導物語』の開発中に没となり未発表となった、内容変更前のシナリオを元にしたノベライズ作品。1巻には真・魔導物語の設定が「魔導物語正史年表」として巻末に掲載され、後に書籍『魔導物語ファンブック イラストレーション&アザーズ』にて「魔導物語年表 Ver.2.0」として一部改稿して再録された。
第一期の終了後、第二期以降も続く予定だったが実現せず、本編は全8巻で完結している。
『真・魔導物語 外伝 金色の勇者』
2001年7月19日発売（ISBN 4-7577-0500-X）。真シリーズ（第一期）から366年前、ルーンロードとラグナスの戦いを描いた作品。

##### オリジナル登場人物 (真・魔導物語)
デウス / アスモデ
1・3・6〜8巻に登場した、高位魔族かつ考古学者。前者は人としての名、後者は魔族としての名である。金髪碧眼の眼鏡美人。手先も器用。世話焼きで、お人好しかつ柔和な人柄で通している。外見年齢は24歳。サタンとは付き合いが長いらしい。8巻では、魔導学校へ教師として何年か赴任するつもり（?）。一人称は「わたし / 我」、語尾は「でぅす / -」。
アンジェラ
4・6〜8巻に登場するティーンエージャーの少女。父親が狼系の魔物で、母親が人間。時には狼に変化する。孤児であり、現在は弟（ロメオ）と一緒に、ある食堂の女将の元に身を寄せている。
ティアラ
7巻のみ登場。ある村の村長の孫娘であり、ラグナスと恋に落ちる。16〜17歳。ある事件の後遺症により一度は亡くなる。
シャム＆デニン
5〜8巻に登場。2人ともかくしゃくとした髭爺ちゃん（※70歳を超えている様子）。シャムは、髪フサフサかつ生真面目で口が軽い。デニンは、ハゲ頭で少々スケベである。
パティ
外伝に登場。体術に長けた見習い神官。17歳。捨て子で、自分を拾ってくれたベルナードを実の父親のように慕っている。ラグナスと出会い恋心を抱く。勝気かつ表情豊かで素直な性格。
ベルナード
外伝に登場。50歳を超えている矍鑠としたオヤジ剣士。ラグナスの師匠兼パティの父親的存在。豪快でざっくばらんな性格。彼の兄は、神官長兼ある町の最高責任者を務めている。

### 漫画
BOOKタイプ『ディスクステーション』掲載作品
いずれも単行本化はされていない。
『魔導外伝』
Vol.2 - 15に連載。『魔導大全 1996年版』にも特別編が掲載。作者は日野まるこ。
『魔導外傳』
韓国版Vol.1 - 5に連載。作者はSONG EUN-GYUNG（Vol.1）、YUHYUN。
うち1編は日本版Vol.18に翻訳掲載された。
「天の川にお願い」/「インキュバス氏のロマンティックフォール1998」/「魔導ワールド！ 雪の女王決定戦！！」
Vol.19 - 21に連載。通しタイトルは無し。作者は大峰ショウコ。
『魔導物語外伝 初めてのまどうものがたり』
Vol.24 - 27に連載。作者はねこにゃん。

『ぷよぷよRPGまんが 魔導物語』
徳間書店インターメディア発行『ファミリーコンピュータMagazine』『PC Engine FAN』『メガドライブFAN』誌上に掲載されていた、各機種の『魔導物語I』を原作とした短編。作者はここまひwith赤い靴くらぶ。
単行本はトクマインターメディアコミックスより発売。
- 1995年8月30日発売（ISBN 4-19-790012-0）

『ぷよぷよRPGまんが 魔導物語 魔導カーニバル』
トクマインターメディアコミックスより発売されたアンソロジーコミック。全2巻。
1. 1995年8月30日発売（ISBN 4-19-790011-2）
2. 1995年12月9日発売（ISBN 4-19-790014-7）

『ぷよぷよRPGまんが 魔導物語 はなまる大幼稚園児』
『ファミリーコンピュータMagazine』誌上に連載された『はなまる大幼稚園児』のコミカライズで、アルルが魔導の塔へ入る資格を得るまでが描かれている。作者は押田J・O。
単行本はトクマインターメディアコミックスより発売。全2巻。
1. 1995年12月9日発売（ISBN 4-19-790015-5）
2. 1996年3月1日発売（ISBN 4-19-790017-1）

### サウンドトラック
『魔導物語 音楽館 -DIGITAL VERSION-』
1990年9月21日発売。デジタルカセットテープ、デジタルコンパクトカセット形式で発売。田中勝己による『魔導物語1-2-3』の楽曲のリミックスサウンドトラック。
『魔導物語 音楽館 DSバージョン』
1990年12月7日発売のMSX2版『ディスクステーション #20』に収録。MSX2版『魔導物語1-2-3』の全曲オリジナル音源が視聴できるサウンドテスト。
『DiscStation original CD#2』
1991年2月8日発売のMSX2版『ディスクステーション #22』付属CD。田中勝己による楽曲リミックス。
『魔導物語 音楽館 リターンズ』
1993年7月26日発売。ミニディスク形式で発売。『DIGITAL VERSION』の楽曲を一部入れ替え新曲を加えたリミックストラック。
『魔導物語 オリジナルサウンドトラック』
1999年1月21日発売。発売はテイチク。『セガサターン版』のオリジナルサウンドトラック。
『魔導物語 音楽館 リターンズ・プラス』
2007年8月24日発売。発売はEGG MUSIC。『魔導物語 音楽館 リターンズ』の内容を復刻し、エクストラトラックとして『DIGITAL VERSION』のみ収録されていた3曲も復刻したリミックスCD。
『〜聖魔導物語〜 オリジナルサウンドトラック』
2013年3月28日発売。発売はZIZZ STUDIO。『〜聖魔導物語〜』のサウンドトラック。ゲームで使用されたボーカル9曲（オープニングテーマ除く）とBGM15曲に加え、エンディングテーマ・フルートVer.を加えた全25曲を収録。
『魔導物語 1-2-3＆A・R・S PC-9801 SOUNDTRACKS 〜サントラの呪文〜』
2015年3月31日発売の『魔導物語 きゅ〜きょく大全 1-2-3＆A・R・S』付属CD。PC-98版『1-2-3』と『A・R・S』の楽曲（OPN版）をディスク2枚組で収録。
『魔導物語I MEGA DRIVE SOUNDTRACKS 〜サントラの呪文II〜』
2016年5月20日発売の『魔導物語 きゅ〜きょく大全 通 -MD＆DS-』付属CD。メガドライブ版『魔導物語I』の楽曲を収録。ディスク1枚。
『魔導物語 はなまる大幼稚園児 SOUNDTRACKS  〜サントラの呪文III〜』
2017年8月10日発売の『魔導物語 きゅ〜きょく大全 SUN -SFC＆DS- with LADY-BONO!』付属CD。スーパーファミコン版『魔導物語 はなまる大幼稚園児』の楽曲を収録。ディスク1枚。
『魔導物語 GG I-II-III＆A SOUNDTRACKS 〜サントラの呪文IV〜』
2018年9月28日発売の『魔導物語 きゅ〜きょく大全 よ〜ん GG I-II-III＆A』付属CD。ゲームギア版『魔導物語I 3つの魔導球』、『魔導物語II 〜アルル16才〜』、『魔導物語III 究極女王様』、『魔導物語A ドキドキばけ〜しょん』の楽曲を収録。ディスク2枚組。
『魔導物語 PUYOPUYO＆NAZOPUYO PC-9801＆MSX2 SOUNDTRACKS 〜サントラの呪文V〜』
2023年4月7日発売の『魔導物語 超きゅ〜きょく大全 ぷよぷよ入り』付属CD。PC-98版『ぷよぷよ』と『なぞぷよ』の楽曲（OPN版）、MSX2版『ぷよぷよ』の楽曲（FM音源版・PSG音源版の2種）、ファミリーコンピュータ版『ぷよぷよ』の楽曲を収録。ディスク1枚。
『魔導物語 〜サントラの呪文〜』
2023年4月7日発売の『魔導物語 超きゅ〜きょく大全 ぷよぷよ入り』に収録。これまでの『サントラの呪文』シリーズの全12タイトルを全てデータ化して収録。

### 資料集・その他
下記以外にも「ぷよまん本舗」や「ももも通販」において食品、食器、テレホンカード、文房具、衣料品、玩具、キャラクターグッズなどが販売されていた。
『魔導大全 1996年版』
1996年5月1日発売（ムック扱い、雑誌65813-18）。発売はソフトバンク。『魔導物語』の資料集。
2017年6月26日に復刊ドットコムにより『魔導大全 1996年・復刻版』として復刊（ISBN 978-4-8354-5490-0）。内容は旧版とほぼ同じで追加もない（ごく一部のイラストが省かれている）が、コピーライトがD4エンタープライズ、セガホールディングスとなっている。こちらは復刊ドットコムでの早期購入時オリジナル特典としてイラストカードが付属。
『DSアニメ総集編'98』
1998年5月発売。「ディスクステーション」に収録されたアニメの総集編ビデオ。
『コンプリート・コンパイル』
1998年10月25日発売（ISBN 4-89369-645-9）。著：ゲークラ編集部、発売はエクシード・プレス。コンパイルが開発したゲーム作品の設定資料、制作CM、キャラクターグッズ、製作者インタビューなどが掲載される。
『魔導物語 ファンブック イラストレーション&アザーズ』
1999年4月14日発売（ISBN 4-7572-0275-X）。発行はアスキー、発売はアスペクト。『魔導物語』シリーズの10周年を記念して刊行された。壱による『魔導物語』『ぷよぷよ』各シリーズのイラスト集のほか、『セガサターン版』と『真・魔導物語』設定に準拠した設定資料集も収録しており、これに沿った「魔導物語年表 Ver.2.0」も収録される。
2017年10月17日に復刊ドットコムにより復刊（ISBN 978-4-8354-5524-2）。内容は旧版とほぼ同じで追加もないが、コピーライトがD4エンタープライズ、セガホールディングスとなる。こちらは復刊ドットコムでの早期購入時オリジナル特典としてイラストカードが付属。

## ウェブコミック
2007年2月14日より、D4エンタープライズが運営するレトロゲーム配信サイト「アミューズメントセンター」内の1コーナー、コンパイルの過去の作品のダウンロード販売等を行っているウェブサイト「コンパイルステーション」上で無料配信されているウェブコミック作品。当初は単に『魔導物語』のタイトルで連載されていたが、2015年の『ディスクステーションRe＃01』予約販売開始時頃に『魔導物語〜マノと不思議の帽子〜』と改題された。2012年3月31日更新の第49話以降しばらく更新が途絶えていたが、2015年8月19日発売の『ディスクステーションRe＃01』にて最終話（第50話）がPDF形式で収録された。この最終話はウェブ上では公開されていない。
2023年4月7日にはWindows対応ソフト『魔導物語 超きゅ〜きょく大全 ぷよぷよ入り』の特典として、全50話を収録した単行本が同梱されている。このコミックは一般発売されていない。
東方の魔導師の町「ルクレリア」に住んでいる3人のひよっこ導師の女の子、マノとチカコとカエデを主人公としたオリジナルストーリーで、3人は2014年10月3日にコンパイルステーションの公式サイトがリニューアルされるまで同サイトのナビゲート役を務めていた。過去の『魔導物語』シリーズとの関連はほとんどなく、この3人娘は（連載開始当時の）姉妹サイトのコスプレイヤーがモデルとなっていた。
原案
猫庭王米光
原作
KEROL（GG版『魔導物語III』・『魔導物語A』シナリオライター）
作画
壱（『魔導物語』・『ぷよぷよ』シリーズのメインイラストレーター）
ストーリー
ひよっこ導師のマノ・チカコ・カエデは、ある日ピクニックに来た時に、謎の喋る魔法帽子を拾う。メールと名乗るその帽子は、北の海を隔てたロックマイヤー王国から来たという。王国が悪の魔導師ガディスに侵攻されていることを聞いた3人は、王国を目指す旅に出発した。

### ウェブコミック版の登場人物
マノ
ひよっこ導師の女の子。火属性の魔法を使う。明るく元気いっぱいな性格。ケーキなど甘いものが好きで、メガネ男子に弱い。
チカコ
ひよっこ導師の女の子。水属性の魔法を使う。普段はおっとりとしているが、眼鏡が外れるとキレて激しい性格に変わる。
カエデ
ひよっこ導師の女の子。風属性の魔法を使う。自称ツンデレ系のおっちょこちょい。猫耳としっぽがあり、同じく耳としっぽのある動物なら友達になれる特技を持つ。
メール
生きている黒い魔法帽子。ガディスに侵攻されたロックマイヤー王国からやってきて、拾われたマノ達に救いを求める。元はガディスに姿を変えられた王国付の神官で、魔法の影響により記憶を一部失っている。意識を失った人間に被せられると、意識のない間に限りその肉体を支配できる。
ガディス・ナ・ガン
悪の魔導師。百万の魔物を率いてロックマイヤー王国を襲い、民衆を奴隷に、王族とその関係者を魔法で異なる姿に変えた。力を蓄えて魔界へと攻め込もうとしており、「魔界への鍵」となるメールを捕らえるため、魔導師団に司令を下す。初登場の5話のみ「ザディヌ・ナ・ガン」と表記されていた。
ヴァリス・ゲー
ガディス側近の魔導師団師団長。ゲー姉妹の長女。赤髪。モノスと共にガディスの命令を受け、メールとマノ達を追う。
モノス・ゲー
魔導師団軍曹。ゲー姉妹の末っ子。緑髪。毎回無鉄砲にマノ達に襲いかかって失敗し、ヴァリスにお仕置きされている。
マジス・ゲー
魔導師団特務隊長。ヴァリスの妹でモノスの姉。黄髪。西方前線を任されていたが、ガディス軍に甚大な被害を与え去っていった謎の魔法剣士を追って東方の地にやってくる。
アルバ
銀髪の魔法剣士の青年。「不死のアルバ」と呼ばれ、傷を負っても即座に回復し死なないが、肉体は徐々に損傷している半死人。実は彼の魂は魔界にあり、空の器である肉体のみ現世にある。かつてメールと関わりがあったらしい。
トロス
アルバと共に行動する、喋る「封印の剣」で、元はメールと同じくガディスに姿を変えられた王国付の神官である。
メフィスト
魔界の住人である悪魔。人間界におけるガディスの魔界侵攻の動きを察知し、その野望を阻止しようとする。なお、魔界と人間界との関係が崩れたのは「サタン様の人間界への干渉が過ぎたため」とされるが、旧シリーズの同名人物との関連は不明。